# Jesus-Mythos
Als Jesus-Mythos (seltener: Christus-Mythos, auch Nichtexistenz- oder Nichthistorizitäts-Hypothese) wird die Auffassung bezeichnet, Jesus von Nazaret sei keine historische Person gewesen oder man könne keinerlei gesicherte historische Aussagen über ihn treffen. Die in den Schriften des Urchristentums dargestellte Person sei eine Fiktion oder ein Mythos.
Diese Ansicht kam in der Epoche der Aufklärung ab etwa 1750 auf und wurde zwischen 1900 und 1940 vorrangig im deutschsprachigen Raum diskutiert. Frühe Hauptvertreter waren Bruno Bauer, Albert Kalthoff und Arthur Drews. Sie beriefen sich auf Ergebnisse der damaligen Jesusforschung, die den mythischen und legendarischen Charakter vieler Texte des Neuen Testaments (NT) erwies, und auf die Religionsgeschichtliche Schule, die Analogien dazu in außerchristlicher Mythologie betonte.
Seit den 1970er Jahren vertreten vor allem dem Neuen Atheismus nahestehende englischsprachige Autoren die Christ myth theory, darunter George Albert Wells, Earl Doherty, Robert M. Price und Richard Carrier. Die weitaus meisten historisch-kritischen Forscher erklären die urchristlichen Texte jedoch als Reaktionen auf den historischen Jesus und rekonstruieren daraus sein Wirken in Grundzügen.

## 18. und 19. Jahrhundert

### Autoren der Aufklärungsepoche
1752 erklärte der englische Graf Bolingbroke die gesamte Bibel zur Sammlung unechter Legenden und Fabeln (Letters on the study of history). Bolingbroke gilt als möglicher Urheber der Idee eines rein mythischen Christus.
In Frankreich forderte der Aufklärer Voltaire 1769 eine vollständige Prüfung des NT nach dem Maßstab der Vernunft. Er verwies dazu auf Widersprüche und unglaubhafte Prophezeiungen in den Evangelien. Er bot keine Erklärung für die Entstehung des NT an, grenzte sich jedoch von der These einiger „Schüler von Bolingbroke“ ab, Jesus habe nicht existiert. Man müsse sich auf das begrenzen, was man von Jesus wissen könne: Er sei ein seltsamer Jude aus dem niederen Volk gewesen und als Gotteslästerer unter Kaiser Tiberius gekreuzigt worden. Sein Todesjahr sei unmöglich feststellbar. 1785 bekräftigte Voltaire: Die These, Jesus habe nicht existiert, sei „eher erfinderisch als gelehrt“.
Die französischen Philosophen Charles François Dupuis (1742–1809) und Constantin François Volney (1757–1820) bestritten als erste offen Jesu Existenz. In seinem damals stark beachteten Hauptwerk Les Ruines (1791) stellte Volney allen großen Religionen die revolutionäre Idee der Menschenrechte gegenüber. Seine Religionstheorie (Kapitel 22) entstand wahrscheinlich vor 1788 und war von Holbach, Helvetius und Dupuis beeinflusst. Alle Religionen seien von unwissenden Menschen erfundene widersprüchliche Systeme, um sich die unverstandene Welt zu erklären. Das Christentum verehre wie Hinduismus und persische Religion eine Allegorie der Sonne unter Namen wie Chris-en oder Christus bzw. Yes-us oder Jesus. Jesus von Nazaret sei nur ein Symbol für den Sonnenmythos. Sein Erdendasein bilde die Winterphase im Sonnenzyklus ab. Mit Chris-en meinte Volney eine angebliche gemeinsame Wortwurzel von Christus und Krishna, mit Yes-us eine Variante von Bacchus. So versuchte er, das Urchristentum aus fernöstlicher und griechischer anstelle jüdischer Religion abzuleiten.
Dupuis hatte in einer Schrift 1787 alle Religionen aus Astralkulten hergeleitet. Im Vorwort zu seinem Hauptwerk von 1795 kündigte er an: Mit einem einzelnen Streich werde er die allgemeine Überzeugung zerstören, die Jesus für Gott und Mensch halte, und die der neuen Philosophen, die Jesus nur für einen Menschen halte. Er werde Christus von beiden Naturen entkleiden, da er ihn weder als Gott und noch weniger als Menschen auffasse. Er werde beweisen, dass der Held der als Evangelien bekannten Legenden derselbe sei, der mit weit mehr Genius in den Gedichten zu Ehren von Bacchus, Osiris, Hercules, Adonis und anderen gefeiert werde. Der Christuskult sei nur eine Variante des in der Antike verbreiteten Sonnenkultes. Die zwölf Apostel personifizierten wie die zwölf Söhne Jakobs die Tierkreiszeichen. Christliche und vorchristliche Mysterienkulte in Großsyrien, dem Alten Ägypten und Persien hätten denselben Ursprung: Sie symbolisierten die Jungfrauengeburt eines Gottes zur Wintersonnenwende und beruhten auf dem winterlichen Aufstieg des Sternzeichens der Jungfrau. Diese und andere jährliche Erscheinungen seien Allegorien für die Geschichten von Sonnengottheiten wie des Sol Invictus.
Napoleon Bonaparte hatte Volneys Werk für seinen Ägyptenfeldzug studiert und sich daran orientiert. Er soll 1808 gegenüber dem Dichter Christoph Martin Wieland beiläufig geäußert haben: Die große Frage sei, ob Jesus Christus je gelebt habe. Wieland habe lebhaft erwidert: Ihm sei bekannt, dass es ein paar Verrückte gebe, die Jesu Existenz bezweifelten. Doch sei das ebenso dumm, wie die Existenz Gaius Iulius Caesars oder Napoleons selbst zu bezweifeln. Der Bibliothekar J.B. Peres aus Agen veröffentlichte damals eine Schrift, in der er die Methode von Dupuis auf Napoleon anwandte und so satirisch „bewies“, dass dieser nicht existiere.
Dupuis und Volney fanden bei anderen Aufklärern und Freidenkern ihrer Zeit kaum Zustimmung. Thomas James Mathias (1754–1835) etwa kritisierte: Indem Volney Jesus zum Sonnengott mache, fordere er vom Leser Aufgabe des common sense und willkürliches Zulassen aller möglichen Allegorien. Der britische Universalgelehrte Joseph Priestley kritisierte Volneys Thesen in drei Schriften (1794–97). In einem Brief an Volney nannte er Belege für Jesu Historizität und verlangte Belege unter anderem für die Verknüpfung von Christus mit Bacchus und Krishna. 1799 forderte er auch Dupuis schriftlich zum Belegen seiner Thesen heraus. Priestley bejahte die Französische Revolution, nicht aber die antichristliche Haltung vieler französischer Aufklärer, die er auf die Korruptheit des christlichen Klerus, Unkenntnis der Religionsgeschichte und Vorurteile zurückführte. In der dritten Auflage seiner Observations on Infidelity (1797) bekräftigte er gegenüber Volney und Dupuis: Religion habe vor dem Priestertum existiert und für Jesu Existenz gebe es außerchristliche Belege. Die Herleitung aller Religionen aus dem Sonnenkult sei eine ausgefallene, kapriziöse Einbildung, die zeige, dass die Autoren den Unterschied zwischen Polytheismus und Monotheismus nicht begriffen hätten.
Einige spätere Vertreter der Jesus-Mythos-These wie Robert Taylor (1828), Charles Bradlaugh (1854) und Dorothy Murdock (2004) folgten der Sonnenkult-These. John M. Robertson dagegen grenzte sich davon ab. Die Herleitung des Urchristentums aus Indien fand viele Nachahmer. Diese bestritten jedoch nicht Jesu Existenz, sondern sein Judentum und behaupteten, er sei Arier gewesen.

### Bruno Bauer

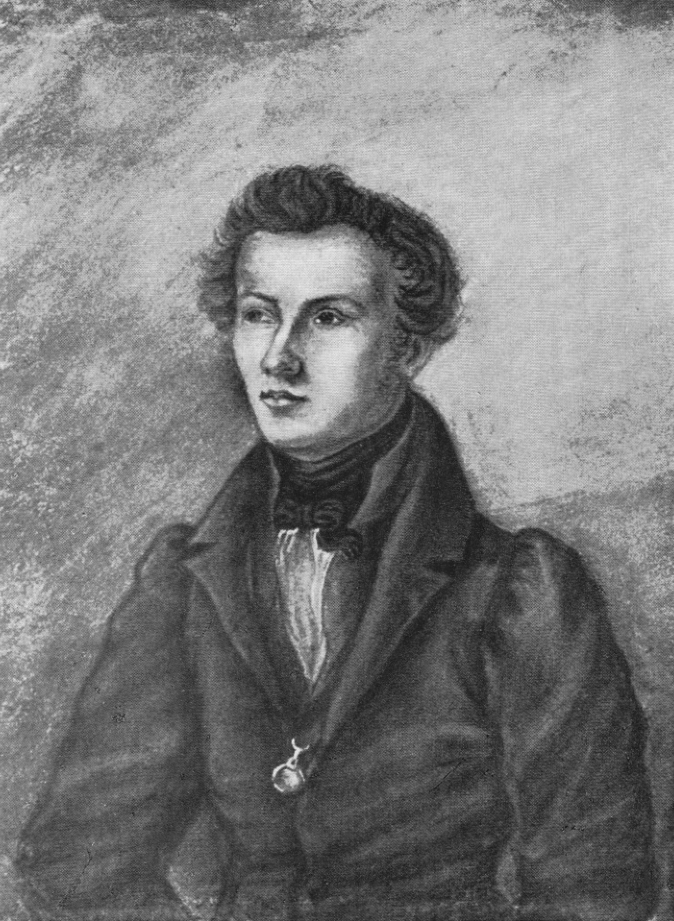
Bruno Bauer

Der Junghegelianer Bruno Bauer (1809–1882) ging davon aus, dass Religion eine entfremdete Form des Selbstbewusstseins sei, die die philosophische Religionskritik aufheben müsse, um es zu sich selbst zu befreien. Dem sollten seine fünf zusammengehörigen exegetischen Schriften (1838–1842) dienen. Sie zeigen seinen Radikalisierungsprozess.
1835 hatte David Friedrich Strauß in seinem Buch Das Leben Jesu den starken Anteil mythischer und legendarischer Motive in den Evangelien nachgewiesen, besonders hinsichtlich der Wunder Jesu. In einer Rezension des Buches hatte Bauer die Historizität der Wunder Jesu verteidigt. 1840 beschrieb er das Evangelium nach Johannes (Joh) als rein literarisches Kunstprodukt, das die religiösen Vorstellungen des Autors reflektiere, aber keine historisch zuverlässigen Daten zu Jesus enthalte. Dabei setzte er die historische Zuverlässigkeit der synoptischen Evangelien voraus. Ab 1841 stellte er auch diese in Frage. Er stellte fest, dass auch das Evangelium nach Markus (Mk), das älteste der vier Evangelien, die Jesusgeschichten in ein literarisches theologisches Konzept einbettet. Zudem habe es im damaligen Judentum keine allgemeine Messiaserwartung gegeben. Jesus habe sich nicht als der erwartete Messias vorgestellt, sondern in seinem Selbstbewusstsein die Idee der Einheit von Gott und Mensch vertreten und sein Leben dieser Idee geopfert. Erst im Glauben der Jerusalemer Urgemeinde sei er als Sohn Gottes auferstanden. Alles, was vom historischen Jesus bekannt sei, verdanke sich der christlichen Vorstellung von ihm, die Jesus in den Himmel gehoben und so erneut das Selbstbewusstsein von sich entfremdet habe. Daher sei die Frage nach dem historischen Jesus sinnlos. 1850 (Kritik der paulinischen Briefe. I–III) bestritt Bauer die Authentizität aller Paulusbriefe, womit er über die Tübinger Schule hinausging. In diesem Kontext erklärte er schließlich, einen historischen Jesus habe es nie gegeben. Das Bedürfnis jeder Religion nach einem Urheber habe ihn erzeugt. 1877 (Christus und die Cäsaren) erklärte er das Urchristentum aus der späteren Stoa Senecas und der hellenistischen Philosophie von Philon und Josephus.
Bauer war somit der erste, der die Nichtexistenz Jesu von Nazaret mit einer wissenschaftlichen Analyse der NT-Texte zu begründen versuchte. Er verlor wegen seiner atheistischen Position 1842 seine Lehrerlaubnis als Theologiedozent. Andere Neutestamentler widersprachen seiner Nichtexistenzthese, so dass diese öffentlich als widerlegt erschien und keine breite und dauernde Wirkung entfaltete. Albert Schweitzer erklärte 1906, Bauer habe das „genialste und vollständigste Repertorium der Schwierigkeiten des Lebens Jesu“ vorgelegt. Bauers radikale Schlussfolgerungen verdeckten lange Zeit, dass er die Methode der Redaktionsgeschichte in der NT-Forschung in Grundzügen vorweggenommen und dazu wesentliche Beiträge geleistet hatte.

### Holländische radikale Schule
Von 1878 an vertrat eine Gruppe niederländischer Neutestamentler, später „Holländische radikale Schule“ genannt, besonders weitgehende Skepsis zu den Quellen des NT. Vertreter waren Allard Pierson (1831–1896), Samuel Adrian Naber (1828–1913), Abraham Dirk Loman (1823–1897), Willem Christiaan van Manen (1842–1905) und Gustaaf Adolf van den Bergh van Eysinga (1874–1957); ein Anhänger war Thomas Whittaker. Sie vertraten eine späte Entstehung der NT-Schriften im 2. Jahrhundert und die Unechtheit aller Paulusbriefe, weil sie deren Eigenangaben für weniger zuverlässig als die der Apostelgeschichte des Lukas hielten. Der Galaterbrief und der Römerbrief verträten Gegenpositionen zur Botschaft der Jerusalemer Apostel, die erst nach der Trennung des Christentums vom Judentum denkbar seien. Darum müssten auch diese Hauptbriefe von späteren christlichen Autoren stammen. Sie kamen aus dieser Sicht also nicht mehr als mögliche Quellen für den historischen Jesus in Betracht. Jedoch bestritten nicht alle Vertreter dieser Richtung Jesu Historizität.
Vor Loman (1882) hatte nur Edward Evanson (1792) den Römerbrief für unecht erklärt, weil er das Paulusbild der Apostelgeschichte für historisch hielt. Nur der Schweizer Rudolf Steck folgte ihm und den radikalen Niederländern darin 1888. G.J.P.J. Bolland (1854–1922) verbreitete ihre These an der Universität Leiden.
Jedoch erkennt die NT-Forschung seit der Tübinger Schule mindestens vier, meist sieben Paulusbriefe als echt an. Dem widersprechen heute nur einzelne Autoren wie Hermann Detering, der über die holländische Radikalkritik promovierte. Wie diese hält er alle Paulusbriefe für unecht (Paulusbriefe ohne Paulus? Die Paulusbriefe in der holländischen Radikalkritik. 1992). Diese These ist wissenschaftlich nicht anerkannt und gilt heutigen Neutestamentlern als Fehldeutung der Quellen.

## 20. Jahrhundert

### Entwicklung der Jesusforschung
Die seit der Aufklärung entstandene Jesusforschung hatte die historische Zuverlässigkeit der urchristlichen Glaubenszeugnisse zunehmend in Frage gestellt. Ab etwa 1840 galten die Synoptiker als älter und historisch zuverlässiger als das Johannesevangelium. Seit 1863 setzte sich die Zweiquellentheorie durch, wonach das Markusevangelium und die hypothetische Logienquelle Q den Autoren des Matthäus- und des Lukasevangeliums vorlagen. 1901 zeigte William Wrede, dass auch das Markusevangelium literarisch von einem theologischen Konzept geprägt ist, so dass man keine Biografie Jesu daraus entnehmen könne. Albert Schweitzer wies 1906 (Von Reimarus zu Wrede) nach, dass alle bisherigen „Leben-Jesu“-Autoren eigene Interessen in die Quellen projiziert hatten. Damit war die Liberale Theologie mit ihrem Versuch vorerst gescheitert, einen historischen Jesus zu rekonstruieren und gegen das kirchliche Christusbild in Stellung zu bringen. Schweitzer resumierte zum Abschluss seiner Vorlesungsreihe über die Jesusforschung 1908: „Der Jesus, den die moderne Theologie zeichnen wollte, […] hat nicht existiert.“
Die Nichtexistenzthese gilt als Seitenlinie der liberalen Jesusforschung, die in deren Quellenkritik angelegt war. Diese ließ fraglich werden, ob hinter den urchristlichen Quellen eine reale Person steht. Weitere Anstöße lieferte die religionsgeschichtliche Schule, besonders James George Frazers Werk The Golden Bough (1890): Er verglich das Urchristentum mit antiken Mysterienkulten von sterbenden und wiedererstehenden Vegetationsgottheiten. Wilhelm Bousset trennte den historischen Jesus 1909 von der frühen, hellenistisch beeinflussten Christologie und erklärte, deren Symbolgehalt sei unabhängig von Jesu Historizität bleibend gültig. Die Methode der Formgeschichte ließ das Interesse am historischen Individuum Jesus hinter das Interesse am „Gemeinschaftsbewusstsein“ und am Sinn der Einzeltexte für diese Gemeinschaft zurücktreten. Der historische Jesus erschien bedeutungslos zur Erklärung des Christentums.
Aus solchen Vorlagen zogen einige radikale Skeptiker weitergehende Schlüsse: Anknüpfend an die Frage nach Jesu Besonderheit gegenüber der religiösen Umwelt fragten sie, was überhaupt an ihm historisch sei und ob ein historischer Jesus für den christlichen Glauben gebraucht werde. Einige identifizierten das Jesusbild der urchristlichen Schriften direkt mit heidnischen Göttern, andere deuteten es als Verschmelzung von geborgten Merkmalen anderer antiker Kulte. Dazu stellten sie inzwischen bekannt gewordene mythische Analogien zu vielen Details der Passionstexte im NT heraus.
Ab 1900 brachten Albert Kalthoff, Arthur Drews und Peter Jensen mit Vortragsreisen, Zeitungsartikeln und Büchern eine breitere öffentliche Debatte in Deutschland über die Nichtexistenzthese in Gang. Sie traten mit dem Anspruch auf, gegen theologische Dogmen und kirchliche Macht als einzige mutig die nötige Konsequenz aus der neuesten Forschung zu ziehen, und kündigten ihre Publikationen demgemäß als epochale Sensationen an. Sie vertraten den Monismus und betrachteten Jesu historische Existenz als Hindernis für ihre Weltanschauung. 1910 veranstaltete der Deutsche Monistenbund in Berlin eine Konferenz zum Thema „Hat Jesus gelebt?“ mit Drews und dem Neutestamentler Hermann von Soden als Hauptrednern. Die Konferenz wurde medial stark beachtet und löste Anschlussdebatten in den Niederlanden, Großbritannien und den USA aus.
Zwischen 1900 und 1930 erschienen die meisten Werke für und gegen die Nichtexistenzthese. Der evangelische Theologe Paul Wilhelm Schmiedel benannte 1909 neun NT-Texte, die den Interessen der Urchristen widersprächen und darum unumstößliche, nichtreduzierbare „Säulen“ der Historizität Jesu seien. Daraufhin versuchten die Skeptiker, mit Bestreiten dieser Stellen Jesu Nichthistorizität zu beweisen. Adolf von Harnack, Hauptvertreter der liberalen Theologie, erklärte 1910, die NT-Wissenschaft habe die Nichtexistenzthese ausreichend als haltlos erwiesen. Ihre Vertreter seien nur in der Negation einig, aber völlig uneinig in ihren Positionen zur Entstehung des Christentums, die sich gegenseitig aufhöben. Fraglich sei nicht, ob Jesus gelebt habe, sondern warum diese Frage so populär geworden sei.
Albert Schweitzer wies in seiner Geschichte der Leben-Jesu-Forschung (1913) die Thesen von Dupuis, Volney, Bauer, Kalthoff, Robertson, Smith, Jensen, Drews und ihren Anhängern detailliert zurück. Er kritisierte aber auch, dass viele Neutestamentler den Irrtum bestärkt hätten, der christliche Glaube hänge von einem Existenzbeweis für Jesus ab. Weder seine Existenz noch Nichtexistenz ließen sich beweisen, sondern nur ihre Wahrscheinlichkeit abwägen. Die nachträgliche Historisierung eines Jesusmythos sei unmöglich plausibel zu machen. Die bisherigen Thesen dazu seien unvereinbar und höben sich gegenseitig auf. Folglich sei „die Annahme, Jesus habe existiert, überaus wahrscheinlich, ihr Gegenteil aber überaus unwahrscheinlich“.
Rudolf Bultmann fasste den Forschungsstand 1926 nochmals zusammen: Man wisse „von Jesu Leben und Persönlichkeit so gut wie nichts mehr […], da sich die christlichen Quellen dafür nicht interessiert haben, außerdem sehr fragmentarisch und von der Legende überwuchert sind, und da andere Quellen über Jesus nicht existieren“. Nur Jesu Verkündigung sei den Quellen zu entnehmen. Man könne literarkritisch bis zu einer ältesten, ursprünglich aramäischen Textschicht vordringen, aber keine echten Jesusworte sicher feststellen. Dennoch sei der Zweifel an Jesu Existenz „unbegründet und keiner Widerlegung wert“. Dass er hinter der ältesten aramäisch sprechenden Gemeinde stehe, sei „völlig deutlich“. Sie nenne Jesus als Träger ihrer Überlieferung: „Nach überwiegender Wahrscheinlichkeit war er es wirklich.“ Falls nicht, ändere das die urchristliche Botschaft in keiner Weise. Es komme darauf an, ob diese Botschaft die gegenwärtige Existenz des Hörers betreffe und herausfordere.
Das blieb die Position der weitaus meisten Urchristentumsforscher. Drews versuchte zwar, die Debatte um die Nichtexistenzthese mit Neuauflagen seiner Christusmythe (1928) zu verlängern, fand jedoch kaum noch Beachtung. Seit etwa 1940 erschienen in der Christentumsforschung jahrzehntelang keine Publikationen mehr dazu. Gleichwohl fanden die frühen Jesus-Mythos-Vertreter später immer wieder Nachahmer. Ihre Thesen werden drei Haupttypen zugeordnet:
- Jesus sei spontanes Produkt, Spiegelbild und Symbol religiöser Bedürfnisse einer bestimmten Gruppe.
- Er sei Produkt eines Synkretismus vorchristlicher heidnischer Kulte.
- Er sei eine Kopie von Mythen anderer Götter oder Helden der Kultur- und Religionsgeschichte.[34]

### John M. Robertson und William B. Smith
Der schottische Freidenker John M. Robertson (1856–1933) trat mit drei Schriften (1900; 1903; 1916) zum Urchristentum hervor. Zunächst bot er einen Überblick über Mythen und erklärte sie als falsche, überholte Erklärungen der Natur. Dann verglich er die Mythen zu Krishna und Christus. Die ältere Krishnamythe habe vermittelt durch Buddhismus oder griechisch-römische Kulte die jüngere Christusmythe beeinflusst. Jesus sei keine historische Person, sondern diene in den Evangelien (wie Mose und Salomo im Tanach) nur dazu, den ethischen Inhalt der Religion zu begründen. Dann verwies Robertson auf außerchristliche Analogien zu Einzelmotiven (Geburt von einer Jungfrau, im Stall, Kindermord, Versuchung, Weinwunder, Seewandel, Heilungen, Tempelreinigung, Abendmahl, Verrat, Kreuzigung, Auferstehung, Lehrsätze, Hoheitstitel wie „Retter“ und „Logos“): Alles das sei anderswo vorgegeben, etwa in Buddha-Legenden, in Mythen zu Asklepios, Dionysos, Mithras, Marduk, Osiris, Poseidon und im römischen Kaiserkult. Die nächste Parallele zu einem Kult des leidenden Messias fand er in der Prometheus-Legende. Die Eucharistie sei aus dem Menschenopfer erwachsen, die folgende Passion sei ein Mysteriendrama wie im Mithraskult. Widersprüche in den Evangelien ließen sich nur durch die Annahme mehrerer Jesus- und Vorläufersekten erklären. So habe es einen vorchristlichen Jesuskult unter den Mandäern gegeben. Die Quellenhypothesen der NT-Forschung (Q, markinischer Passionsbericht) bestätigten laut Robertson die Zusammensetzung der Evangelien aus verschiedenen Mythen.
Der Naturwissenschaftler William Benjamin Smith (1850–1934) hatte autodidaktisch biblische Sprachen erlernt. Mit Hilfe von Paul Schmiedel veröffentlichte er 1906 das deutschsprachige Buch Der vorchristliche Jesus, dessen Material sein zweites, englischsprachiges Buch Ecce Deus aufnahm. Er verwarf liberale ebenso wie prophetisch-endzeitliche Jesusbilder der Forschung und schlug stattdessen eine symbolische Deutung der Quellen vor. Hinter den Evangelien stehe ein allgemeiner orientalischer Kult des Gottmenschen. Hier sei kein Mensch vergöttlicht, sondern ein Gott vermenschlicht worden. Denn das Urchristentum sei durchgehend synkretistisch, und nur die Verehrung Jesu als Gott verbinde es. Wäre Jesus nur ein Mensch gewesen, wäre nichts von ihm überliefert worden. Der Jesuskult sei wegen der feindlichen Umwelt symbolisch kodiert worden und müsse entschlüsselt werden. So sei der „Sieg über den Satan“ in den synoptischen Aussendungstexten als Auftrag an christliche Missionare zu verstehen, den Polytheismus mit dem Monotheismus zu besiegen. Die Figur Jesu sei nachträglich als Offenbarer dieses monotheistischen Kults dargestellt worden. Die vier Evangelien hätten seine fiktive Geschichte mit Material hellenistischer Mysterienkulte immer mehr ausgeschmückt. Die ersten Christen seien Gnostiker gewesen, wie es Apg 10,38  beweise. Jene Stellen, die menschliche Gefühle von Jesus aussagen, seien symbolisch zu deuten und nicht auf reale Personen bezogen. Alle überlieferten Heiltaten seien symbolische Heilungen vom Paganismus. Die Gestalt des fliehenden nackten Jünglings in Mk 14,51f.  sei symbolischer Code dafür, dass der Gottmensch Jesus nicht wirklich festgenommen worden sei: Das sei für gnostische Urchristen undenkbar gewesen. Smith behauptete, eine jüdische Sekte habe den Mose-Nachfolger Josua als göttliches Wesen Jahrhunderte früher angebetet. Dem seien die Urchristen gefolgt. Sie hätten die angeblichen historischen Details des Lebens Jesu im NT aus Erzählungen über den vorchristlichen Josua entwickelt. Zudem verknüpfte Smith den johanneischen Hoheitstitel „Lamm Gottes“ (lateinisch Agnus Dei) mit der indischen Gottheit Agni. Er hielt auch nichtchristliche Quellen über Jesus für wertlos. Drews übernahm seine These vom vorchristlichen Josua-Jason-Jesus-Kult und dessen astrologische Deutung von Smith. 1921 übernahm auch Gilbert Thomas Sadler die Thesen von Smith.
Der Christentumshistoriker Shirley Jackson Case wies 1911 auf fehlende Belege für den angeblichen Josua-Kult in der gesamten vor- und nachchristlichen jüdischen Literatur hin. Die bloße Namensähnlichkeit könne die These nicht tragen, da Josua und Jesus verbreitete jüdische Namen waren. Der damalige Brauch hellenisierter Juden, ähnlich klingende griechische Zweitnamen anzunehmen (etwa Jason für Josua), fehlt bei Jesus von Nazaret. Damalige Juden übersetzten seinen hebräischen Vornamen Jehoschua mit dem griechischen Jesous, nicht wie bei anderen Juden dieses Namens mit Jason. Das hätten sie auch bei ihm getan, wenn sie ihn mit dem Jason-Kult hätten identifizieren wollen.
Die Erforschung der Religionsgeschichte hatte schon vor 1920 einen Einfluss des Buddhismus auf das palästinische Judentum und so indirekt auf Jesus ausgeschlossen und äußerlich ähnliche Motive (etwa bei einigen Gleichnisreden und Hoheitstiteln) als unabhängig voneinander entstanden erklärt. Der bekannte Indologe Friedrich Max Müller hatte solche Einflüsse jahrzehntelang gesucht, aber nicht gefunden. Darauf verwies Albert Schweitzer 1913.
Der Atheist Frederick Cornwallis Conybeare, wie Robertson Mitglied der britischen Rationalist Press Association, kritisierte 1914 Drews, Robertson und Smith: Diese „untrainierten Forscher“ entdeckten überall mythische Parallelen, die nicht vorhanden und unmöglich seien, lehnten zugleich aber erwiesene und offensichtliche Parallelen (etwa zu biblisch-jüdischer Tradition) ab. George Albert Wells grenzte sich ab 1975 von Smiths symbolischer NT-Exegese ab: „Es ist schwierig, überzeugende Belege gegen Forscher zu produzieren, die darauf bestehen, in einfachen Aussagen verborgene Bedeutungen zu finden.“

### Albert Kalthoff
Der Pastor Albert Kalthoff (1850–1906) gehörte mit Emil Felden (1874–1959), Oscar Mauritz (1867–1959), Moritz Schwalb (1833–1916) und Friedrich Steudel (1866–1939) zu einer Gruppe von Bremer Monisten, die nicht mehr an Jesus als historische Persönlichkeit glaubten. Kalthoff und Felden verbanden das mit sozialem Engagement für die kirchenferne Arbeiterschaft. Kalthoff verstand Jesus als bloßes Produkt religiöser Bedürfnisse einer sozialen Bewegung, die mit der jüdischen Messiaserwartung in Kontakt gekommen sei.
1902 veröffentlichte Kalthoff sein Buch „Das Christusproblem“, 1904 erweiterte er es unter dem Titel „Die Entstehung des Christentums. Neue Beiträge zum Christusproblem.“ Darin knüpfte er an Gedanken von Friedrich Engels an und versuchte das Christentum rein sozialgeschichtlich zu erklären. Dabei bestritt er die Existenz des historischen Jesus. Dessen Rekonstruktion sei „auf der ganzen Linie gescheitert“. Seine überlieferte Gestalt sei nur das personifizierte urchristliche Gemeinschaftsbewusstsein. Gemäß der marxistischen These vom Klassenkampf sei diese Gestalt als moralische „Waffe“ zu verstehen, mit der sich die werdende christliche Gesellschaft gegenüber den alten Mächten der römischen Gesellschaft behauptet habe.
Kalthoff hatte 1880 fraglos das liberale Jesusbild vertreten, jedoch später darin keinen Bezug zum Urchristentum mehr gefunden. Ab 1900 kritisierte er: Man könne unmöglich direkt vom historischen Jesus ausgehen, sondern müsse zuerst die zentralen Ideen des Urchristentums bestimmen und diese dann weiter zurückverfolgen. Die Christusidee trage in allen biblischen Schriften übermenschliche, heroische Züge. Damalige Juden hätten sie unmöglich auf ein historisches Individuum übertragen können. Dann jedoch behauptete er gegen Bruno Bauer und ohne Beleg, es habe vor Jesus viele leidende und gekreuzigte Messiasanwärter im Judentum gegeben. Die frühen Christen hätten den jüdischen Messiasglauben erst in Rom kennengelernt. Sie hätten von Juden die Personifizierung eines idealen Helden erlernt, die Christusfigur geschaffen, ihr Leben erfunden und nach Galiläa verlegt. Die Gleichnisse Jesu spiegelten römische Verhältnisse, etwa Großgrundbesitz und Versklavung überschuldeter Kleinbauern. Petrus sei schon in den Evangelien immer Symbolfigur der römischen Christengemeinde. Deshalb habe sie sein Christusbekenntnis bei Caesarea Philippi, der römischen Garnisonsstadt in Palästina, situiert.
Albert Schweitzer kritisierte 1906: Kalthoff habe die bisherigen Erklärungen zur Entstehung des Urchristentums zu Recht hinterfragt, aber selbst nur Spekulation angeboten. Er ersetze das bürgerlich-liberale nur durch ein linksgerichtetes Jesusbild. Dazu sei sein Umweg über Rom gar nicht notwendig gewesen.

### Peter Jensen
1872 war das babylonische Gilgamesch-Epos wiederentdeckt worden. Im Babel-Bibel-Streit um das Ausmaß babylonischer Einflüsse auf die Bibel vertrat der Assyriologe Peter Jensen ab 1906 eine bewusste Außenseiterposition: Die Figur des Gottmenschen Gilgamesch sei Hintergrund und Quelle vieler biblischer Hauptfiguren. Auch Jesus sei nur ein „israelitischer Gilgamesch“ und Anhängsel seiner biblischen Vorläufer. Dabei schloss Jensen unbekannte historische Mitursachen der Jesusdarstellung in den Evangelien nicht aus, hielt sie aber für unwichtig. 1909 beschrieb er auch Paulus von Tarsus als Gilgamesch-Kopie. 1910 stellte er wie Drews alle Quellen für Jesu Existenz in Frage und schlug vor, ihn als bloßes Abbild des heldischen Theios aner zu verstehen. Der Leipziger Semitist Heinrich Zimmern vertrat ab 1911 eine Variante von Jensens These.

### Arthur Drews

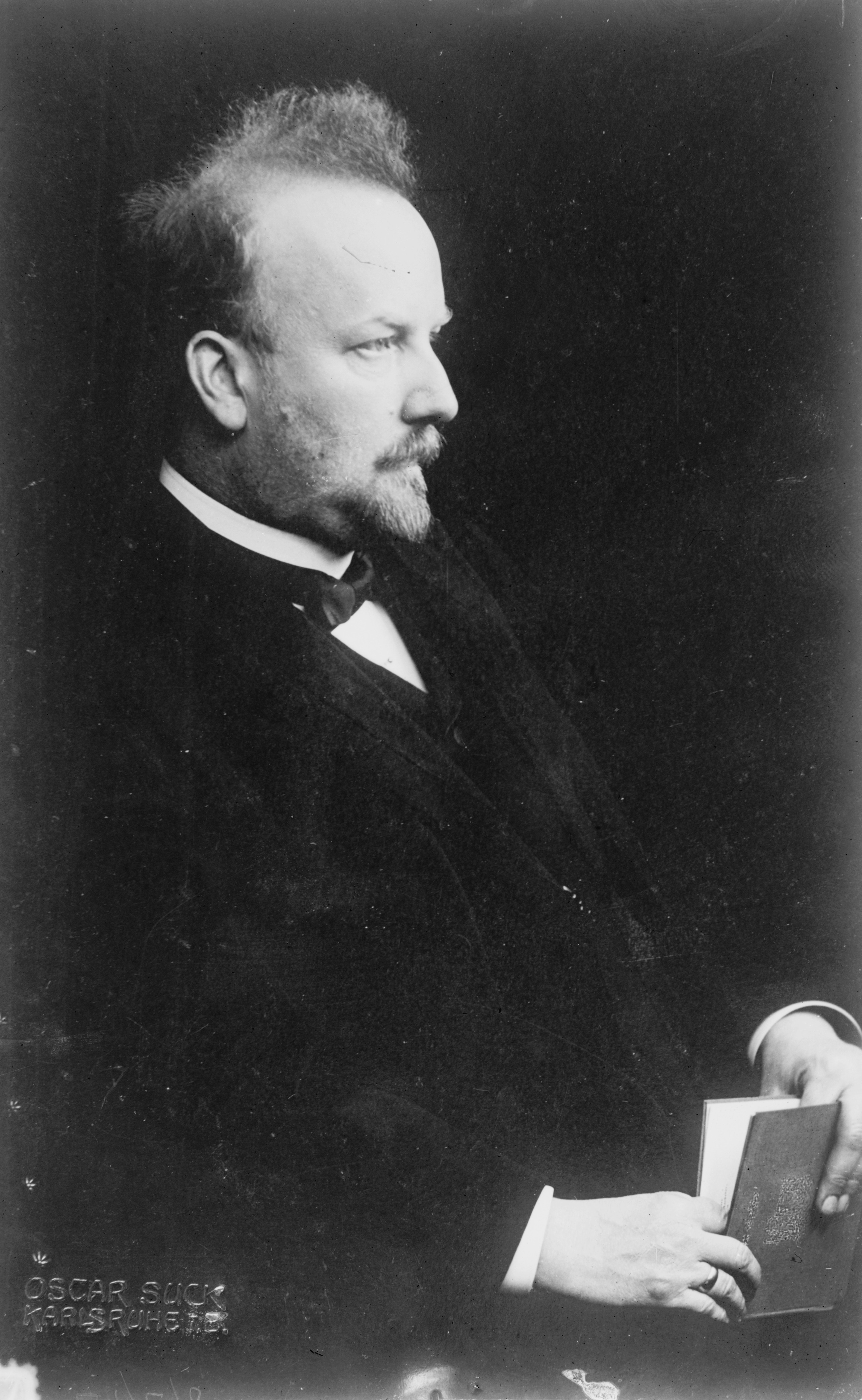
Arthur Drews

Arthur Drews (1865–1935) war 1898 Philosophieprofessor geworden und befasste sich erst danach mit Evangelienkritik. Mit dem Werk Die Christusmythe 1909 wollte er zeigen, dass alles an den NT-Darstellungen Jesu mythisch sei, so dass man keine historische Person dahinter annehmen müsse. Er sei enttäuscht, dass bislang kein Christentumsforscher das vertreten habe. An James Frazers Golden Bough anknüpfend, behauptete er ähnliche mythische Motive in vielen anderen Kulten und Religionen, die er auf einen alten Sonnenkult zurückführte. Er erklärte alle außerchristlichen Belege für Jesu Existenz für wertlos und (wie die radikalen Niederländer) alle Paulusbriefe für unecht. Wie Kalthoff warf er der liberalen Theologie als „fundamentalen Irrtum“ vor, die christliche Kirche habe mit dem historischen Jesus begonnen. Jedoch sei es „einseitig“, „Christus für das bloße Spiegelbild der christlichen Gemeinde und ihrer Erfahrungen auszugeben“.
Drews behauptete stattdessen einen vorchristlichen Jesuskult im hellenisierten Judentum. So habe die Apokalyptik Daniels Elemente des dualistischen Zoroastrismus und des Mithras-Kults aufgenommen. Der jüdische Messias sei zu einer Figur der Endzeit gemacht und mit der Logoslehre Philons und der Stoa vermischt worden. Viele antike Sekten seien aus diesem Synkretismus hervorgegangen. Im Judentum habe es seit langem einen Kult um Josua gegeben, der eine Personifikation des Sonnengotts und mit dem Pessach-Ritus und der Beschneidung verbunden gewesen sei. Mit spekulativen Namensähnlichkeiten begründete Drews eine Linie von Josua zu Jason, den er als Heiler interpretierte, und den Therapeuten, von dort zu den Essenern und den Nazarenern: Sie alle hätten eine im Wesen identische Heilergottheit, ursprünglich eine Sonnengottheit, verehrt. Er verknüpfte sie ferner mit Mysterienkulten um den Sohn des Zeus, Dionysus und Demeter. Er griff auch die astrologische These von Dupuis auf, die Zwölfzahl der Jünger Jesu symbolisiere die Tierkreiszeichen. Das christliche Kreuzzeichen führte er auf ein magisches Kultzeichen Tau zurück: Es habe ursprünglich keinen Bezug zu Leiden, Tod, Hinrichtung und Strafe gehabt, sondern zu einer Siegesgeste mit ausgebreiteten Armen wie bei Mose (Ex 17,11 ).
In Reaktion auf dieses Buch befassten sich erstmals einige bekannte Theologen, Orientalisten und Historiker mit der Nichtexistenzthese. Der Buchtitel Christusmythe wurde zum Schlagwort für die gesamte Debatte. Oft wurden mangelnde Fachkenntnisse und Fehler des Autors benannt, die seine weitreichende These unglaubwürdig machten. Otto Weinreich verwies zum Beispiel darauf, dass Drews das hebräische Wort für „Büffel“ wie die Lutherbibel falsch mit „Einhorn“ wiedergegeben und darum als Einfluss des Zoroastrismus fehlgedeutet hatte. An anderer Stelle habe er dasselbe Wort mit „Stier“ übersetzt, um von den Stierhörnern einen Bezug zum Kreuzsymbol herstellen zu können. Das zeige fehlende Methodik und Willkür. Er lege an die Evangelien weit strengere quellenkritische Maßstäbe als an seine eigenen Thesen an. Die vergleichende Religionswissenschaft schließe nicht mehr von sprachlichen und inhaltlichen Ähnlichkeiten auf Verwandtschaft und historische Abhängigkeit. Die inhaltliche Gleichsetzung Jesu mit Josua nur wegen einer Namensähnlichkeit sei „Unsinn“. Die gänzlich unbelegte Gleichsetzung von Maria mit Maia, der Mutter des Hermes, und anderen Göttermüttern sei ein „höchst zweifelhafter mythologischer Kettenbruch“. Mit unbestrittenen mythischen Zügen im Christusbild könne man weder Existenz noch Nichtexistenz Jesu beweisen, da viele historische Personen der Antike Träger mythischer Elemente geworden seien.
1921 versuchte Drews, auch das Markusevangelium nur aus mythischen Motiven zu erklären. Rudolf Bultmann kritisierte das Buch:
- Drews befasse sich mit einem überholten Forschungsstand. So hätten laut Wilhelm Boussets Werk Kyrios Christus (1913) eher persische als babylonische Erlösermythen das Christusbild der Urchristen beeinflusst.
- Seine Fragen nach dem Einfluss biblischer Weissagungen, Astralmythologie und Spruchweisheit seien nicht offen, sondern er liefere die Antwort immer gleich mit.
- Er verfalle dem früheren Fehler seiner Gegner, indem er unbezweifelbare Beweisstellen verlange. Jesu Existenz sei jedoch nur so zu beweisen, dass „das historische Gesamtbild den Quellen entspricht“ und sie verständlich macht. Das habe Bousset geleistet, Drews dagegen nicht.
- Er verkenne den Unterschied von Tradition und Redaktion im Markusevangelium und greife nur „völlig methodelos“ Einzelstellen heraus. So habe er übersehen, dass nur spätere, nicht die frühesten Textschichten von einer Kultgottheit und einem Erlösungsmythos reden und es starke Unterschiede zwischen palästinischen und hellenistischen Urchristen gab.
- Er stütze seine Funde von Astralmythologie nur auf den redaktionellen Zusammenhang des Evangeliums.
- Er kenne den je spezifischen Sprachstil von Lehrreden, Wundertexten und anderem nicht und habe daher vergessen, neben dem Rabbi und Wundertäter auch den Endzeitpropheten Jesus darzustellen.
- Er erkläre nicht, „wie es zur Umsetzung des mythischen Jesus in den geschichtlichen kam, und warum Jesu Geschichte in so junge Vergangenheit datiert wurde“.
- Er nenne keinen Grund dafür, warum die palästinischen Urchristen den erfunden haben sollten, dem sie nach den Quellen ihre Existenz verdankten und sich daher bewusst von ihrer Umwelt unterschieden. Er nehme nicht einmal diese älteste Gemeinde selber wahr.
- Er vergleiche Lk 10,37 EU (den Jüngerstreit um die Ehrenplätze im Reich Gottes) mit dem „Aberglauben eines afrikanischen Negerstammes“: Das bestärke die Zweifel an seiner religionsgeschichtlichen Qualifikation.[70]

Lenin sah Drews als „Reaktionär, der den Ausbeutern unverhüllt hilft, die alten und verfaulten religiösen Vorurteile durch funkelnagelneue, noch widerlichere und schuftigere Vorurteile zu ersetzen“. Gleichwohl sei es kommunistische Pflicht, gegen die „religiösen Dunkelmänner“ ein pragmatisches Bündnis mit Leuten wie Drews einzugehen. Demgemäß wurden 1922 alle religiösen Schriften aus sowjetischen Bibliotheken verbannt. Die Nichtexistenzthese dagegen wurde als wissenschaftlich erwiesen ausgegeben und in Schul- und Universitätslehrbücher aufgenommen. Seit 1989 ist das Stichwort „mythischer Christus“ und die Nichthistorizitätsthese aus russischen Wörterbüchern zum Christentum verschwunden.
Im Anschluss an Drews versuchte der Theologe Hermann Raschke in seinem Buch Das Christusmysterium (1954), die synoptische Darstellung Jesu als einen aus Motiven des Herakles- und Dionysos-Mythos zusammengesetzten Logosmythos der Gnosis zu erklären. Dafür fehlen jedoch konkrete Anhaltspunkte.

### Paul-Louis Couchoud
In Frankreich hatte sich nur Emile Moutier-Rousset (Le Christ a-t-il existé? Paris 1922) an der Nichtexistenzdebatte beteiligt. Dass dort zeitweise darüber diskutiert wurde, erreichte erst der Arzt Paul-Louis Couchoud (1879–1959) mit seinem Werk Le mystère de Jésus (1924). James George Frazer schrieb ein lobendes Vorwort dazu, ohne der Nichtexistenzthese zuzustimmen. Gemeinsam mit Prosper Alfaric und Albert Bayet publizierte Couchoud 1932 Le Problème de Jésus et les Origines du Christianisme.
1937 folgte Couchouds Hauptwerk Jésus le dieu fait homme (1937). Er widmete es Robertson und folgte dessen These von einem vorchristlichen Jesuskult. Er verwarf außerchristliche Jesusnotizen, behauptete, Paulus habe nichts von Jesus gewusst und alle Evangelien beruhten auf dem Markusevangelium. Dieses sei erst in Rom unter Domitian entstanden und lasse sich als biblisch erweiterter Kommentar zur Paulusbotschaft eines mythischen Christus deuten. Jesu Existenz sei nur eine vage Möglichkeit, konkret lasse sich fast nichts von ihm wissen. Jesus erscheine als messianischer Agitator wie Theudas. Ein solcher könne die Entstehung des Christentums nicht erklären; somit sei Jesu Existenz fraglich. Paulus könne als monotheistischer Jude prinzipiell keinen Menschen mit JHWH gleichgestellt und als Gott verehrt haben. Sein Jesus müsse also eine himmlische Figur, seine Kreuzigung eine mystische Allegorie sein. Dabei habe Paulus sein eigenes Leiden visionär auf Jesus projiziert und Ps 22  auf diese erfundene Figur hin gedeutet. In den Evangelien sei diese spirituelle Christusmythe später als historisches Geschehen dargestellt worden. Dabei hätten sich die Urchristen vor allem auf das jüdisch-apokryphe Henochbuch und die Botschaft des Täufers Johannes gestützt. Dem von ihm angekündigten kommenden Erlöser hätten sie den Namen Josua (Jesus) gegeben. Dabei hätten sie Ex 23,20 f.  und Num 13,16  verzerrt.
Die historisch-kritischen Neutestamentler Alfred Loisy, auf den Couchoud sich berief, und Maurice Goguel widerlegten Couchouds Thesen 1937/38 in Fachzeitschriften. Couchoud beantwortete ihre Stellungnahmen nicht inhaltlich; nur die englische Übersetzung seines Hauptwerks (The Creation of Christ, 1939) enthielt einen Anhang dazu. Seine nächste Publikation Jésus, Dieu ou homme? (1939) war ein Nachdruck des vorherigen Werks. Sonst vertrat in Frankreich damals nur noch Edouard Dujardin die Jesus-Mythos-These.

### John Allegro
Nach 1945 vertraten nur einzelne Autoren die Nichtexistenzthese. Sie gehörten meist nicht zur fachbezogenen Forschung und wurden von dieser nicht beachtet. Eine Ausnahme war John Marco Allegro, ein Mitglied des Herausgeberteams der Schriftrollen vom Toten Meer. 1956, noch vor Abschluss von deren Textedition, behauptete Allegro: Ein Schriftrollenfragment, das Tora-Aussagen auf die römische Kreuzigung bezieht, belege den Kult eines gekreuzigten Messias, dessen Anhänger seine Parusie in einem gereinigten Jerusalem erwarteten. In dieses Muster passe der spätere Jesuskult. Dazu kombinierte Allegro das Fragment mit Textstücken zum Lehrer der Gerechtigkeit. Die übrigen Herausgeber wiesen Allegros Thesen in einer gemeinsamen Stellungnahme als sensationsheischende, spekulative Fehldeutung der Textfragmente zurück.
1968 behauptete Allegro, die Urchristen hätten einen Fruchtbarkeitskult gepflegt, zu dem der Genuss eines halluzinogenen Pilzes gehört habe. Jesus habe nicht existiert, sondern sei ein Codename für jenen Pilz, ebenso wie die Namen von Johannes, Petrus und Paulus. Seine Anhänger hätten ihn unter dem Einfluss dieser Droge erfunden. 14 prominente britische Neutestamentler verrissen das Buch. Der Verleger bat für die Veröffentlichung um Entschuldigung. Allegro verließ die Universität Manchester und blieb bis zu seinem Tod 1988 akademisch geächtet.

### George Albert Wells
Ab 1971 griff der britische Germanistikprofessor George Albert Wells Jesus-Mythos-Thesen aus nie ins Englische übersetzten Werken von Kalthoff, Jensen und Drews auf und versuchte, sie mit einer Reihe von eigenen Publikationen zu untermauern. 1986 fasste er seine Hauptargumente zusammen:
- Alle außerchristlichen Jesus-Notizen seien von christlicher Überlieferung abhängig. Die Notizen bei Josephus seien gefälscht.
- Die Evangelien seien nach 70 erfunden worden und enthielten keine älteren Textbestandteile. Sie seien größtenteils voneinander abhängig, so dass man keine Mehrfachbezeugung annehmen könne. Ihre theologischen Konzepte stammten allesamt von Nichtjuden außerhalb Palästinas.
- Die Paulusbriefe seien zwar frühe urchristliche Schriften (hier widersprach Wells den radikalen Niederländern). Jedoch habe ihr Autor nichts von Jesu Lehre, Wundertaten und Todesumständen gewusst. Er habe einen jüdischen Mythos von der präexistenten Weisheit, die in Israel Wohnung nahm, und biblische Aussagen über den schmachvollen Tod des Gerechten (Jes 52–53 EU) auf eine undatierte Kreuzigung gedeutet: So habe er den Weisheitsmythos zum Mythos eines präexistenten, menschgewordenen Erlösergotts erweitert.
- Auch Petrus und die übrigen Jerusalemer Apostel hätten diesen Erlösermythos durch Visionen eines auferweckten Gekreuzigten empfangen und dann verkündet, aber keinen historischen Jesus gekannt.

Wells bestritt also auch, dass Jesu Bruder Jakobus der Gerechte zeitweise die Urgemeinde geleitet und Paulus ihn dort getroffen hatte. Dazu deutete Wells den Hinweis auf leibliche „Brüder des Kyrios“ in Gal 1,19  und 1 Kor 9,5  als bloßen Ausdruck für Mitchristen.
Wells änderte seine Auffassungen zu Jesus mehrfach: 1971 wiederholte er die Thesen von Bruno Bauer, Arthur Drews und anderen deutschen Autoren, der Jesus des NT sei eine Kopie heidnischer Göttermythen. 1975 nahm Wells einige Einwände dagegen auf und stützte sich auf aktuellere Außenseiterpositionen der NT-Forschung. Deren Vertreter erkannten seine Folgerung, Jesus habe nicht existiert, jedoch nicht an. 1982 erklärte Wells die Jesusfigur nicht mehr aus angeblich paganen Parallelen, sondern aus einem jüdischen Weisheitsmythos. Zudem grenzte er sich gegen William Benjamin Smith, John Allegro und Guy Fau ab und machte sie für die Nichtakzeptanz der Jesus-Mythos-Thesen verantwortlich. Sein viertes Werk dazu veröffentlichte kein gewöhnlicher Verlag mehr; akademische Fachzeitschriften rezensierten es nicht. 1986 behauptete Wells, ein Jesus ben Panthera, der etwa 100 Jahre später gelebt habe, habe die NT-Überlieferung veranlasst. In seinem nächsten Buch zog Wells diese These wieder zurück. 2003 akzeptierte er, dass Paulus von Jesu Kreuzigung in Jerusalem wusste und die in den Evangelien überlieferten Lehren von einem Prediger aus Galiläa stammen. Er bestritt jedoch, dass Prediger und Gekreuzigter dieselbe Person waren.
Zu diesem Positionswandel gehörte auch Wells’ Sicht der Logienquelle Q. 1986 akzeptierte er, diese lasse sich aus den gemeinsamen Stoffen von Mt und Lk rekonstruieren. Er bestritt jedoch ihre aramäische Abfassung und authentische Jesusworte darin. Stattdessen fand er seine These eines von Juden übernommenen Weisheitsmythos darin bestätigt. In The Jesus Myth (1998) nahm Wells an, Paulus’ mythischer Jesus sei narrativ mit einem „minimal-historischen Jesus“ verschmolzen worden, dessen Lehren zum Teil in der Logienquelle Q überliefert seien.

## 21. Jahrhundert
Seit 2000 erhielt die Nichtexistenzthese vor allem in den USA neue Aufmerksamkeit. Als Faktoren dafür nannte der britische Neutestamentler Maurice Casey, dass:
- mit Robert M. Price erstmals auch ein ausgebildeter Neutestamentler die These vertrat,
- das World Wide Web Autoren und Ansichten ein Forum bietet, die in der Urchristentumsforschung keine Rolle spielen,
- durch Forschungsfortschritte überholte und widerlegte Publikationen früherer Jesus-Mythos-Vertreter erneut aufgelegt und verbreitet werden,
- der Gegensatz zwischen Biblizismus und christlichem Fundamentalismus auf der einen, Atheismus und Skeptizismus auf der anderen Seite die Debatte polarisiert und anheizt,
- einige Vertreter von Jesus-Mythos-Thesen früher selbst dogmatische, konfessionelle und fundamentalistische Christen waren und nur die damals gelernten Sichtweisen bekämpfen, ohne die auch von Agnostikern, Juden und nichtkonfessionellen Christen geprägte Jesusforschung zu berücksichtigen.[82]

### Neopaganismus
Die US-amerikanischen Autoren Dorothy M. Murdock (Autorenname: Arachya S.), Tom Harpur, Timothy Freke und Peter Gandy vertreten erneut die These, Jesus sei eine Kopie eines Astralmythos und paganer Götter wie Krishna, Horus und Mithras. Sie beschreiben diese als Erlösergottheiten bzw. „Christusse“ (Plural) und berufen sich dazu auf Autoren des 19. und frühen 20. Jahrhunderts wie Godfrey Higgins, Gerald Massey und Alvin Boyd Kuhn. Diese hatten schon zu ihrer Zeit keine Anerkennung in Orientalistik und Ägyptologie gefunden, da Primärquellen keine Belege für ihre Thesen enthalten. Gleichwohl übernahmen und verbreiteten einige Filme diese Thesen, darunter The God Who Wasn’t There (2005), Zeitgeist (2007) und Religulous (2008).
Verschiedene Autoren haben nachgewiesen, dass die von Murdock behaupteten Parallelen zwischen Horus und Jesus nicht existieren und durch willkürlich gedeutete verstreute Bildsymbole und Berufung auf nachchristliche Autoren konstruiert wurden. Originale ägyptische Quellen zu Horus enthalten keine der behaupteten Analogien zu Jungfrauengeburt, Taufe, Jüngerwahl, Lehrtätigkeit, Verrat durch einen Jünger, Kreuzigung und Auferstehung Jesu Christi am dritten Tag.

### Earl Doherty
Der kanadische Historiker und Sprachwissenschaftler Earl Doherty vertritt seit 1999 die These, Jesus sei eine mythische Figur, der sich vom Mittelplatonismus herleite. Einige Einflüsse stammten aus der jüdischen Mystik der Merkaba. Der Glaube an einen historischen Jesus sei erst bei den christlichen Gemeinden im 2. Jahrhundert entstanden. 2009 bekräftigte Doherty: Das Christentum habe mit dem Glauben an eine spirituelle, mythische Figur begonnen. Die Evangelien seien im Wesentlichen Allegorie und Fiktion. Keine einzeln identifizierbare Person habe die Tradition der galiläischen Predigten in ihnen begründet. Die meisten großen christlichen Apologeten (Ausnahmen: Justin der Märtyrer und Aristides von Athen) beschrieben vor 180 keinen historischen Jesus, sondern eine christliche Bewegung, die sich mit der platonischen Philosophie und dem hellenistischen Judentum begründe. Darunter hätten sie eine monotheistische Verehrung des jüdischen Gottes und einen personifizierten Logos verstanden. Theophilus von Antiochien, Athenagoras von Athen, Tatian und Minucius Felix böten keine Ansatzpunkte für einen historischen Jesus, da sein Name in ihren Zeugnissen nicht auftauche.

### Robert M. Price

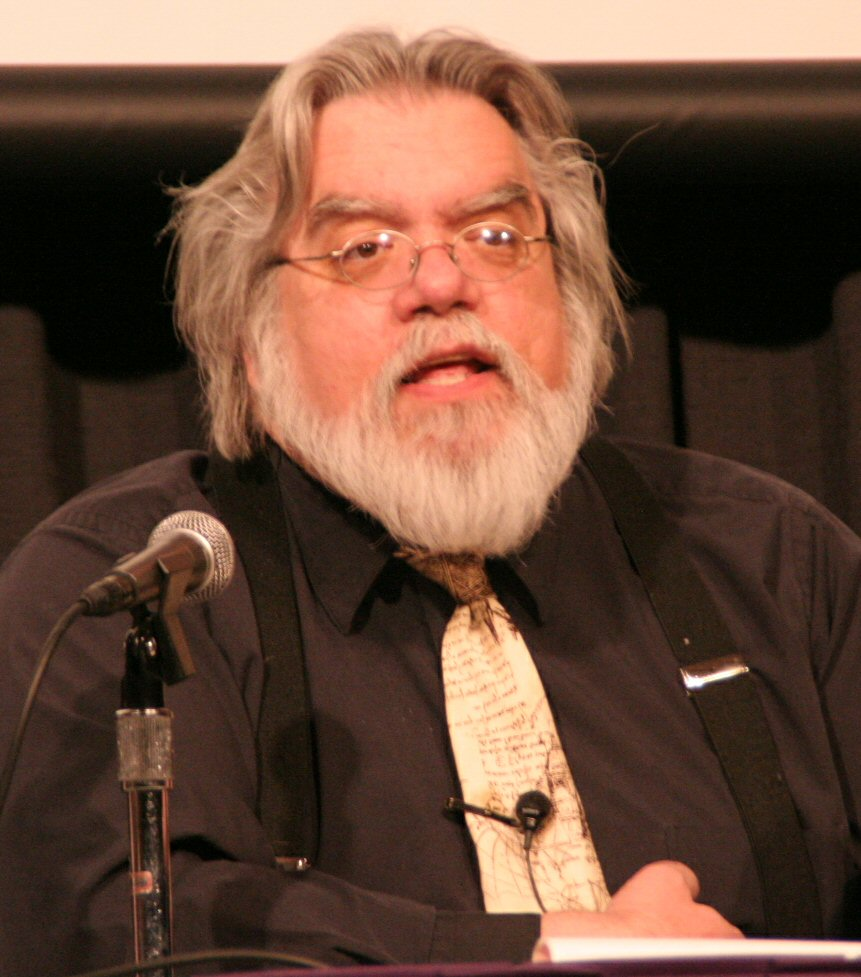
Robert M. Price

Robert M. Price ist ein promovierter systematischer Theologe und Neutestamentler in den USA. Er war früher ein Baptisten-Prediger, der die Irrtumslosigkeit der Bibel vertrat. Später gehörte er zeitweise zum liberalen Jesus-Seminar, das Jesu Historizität voraussetzt. Ihm zufolge stellen die Evangelien Jesus analog zum weltweit verbreiteten Helden-Archetyp eines Herkules, Apollonius von Tyana und anderen dar.
Als Hauptargumente gegen Jesu Existenz nennt Price:
- Außerchristliche Quellen erwähnten keinen wundertätigen Jesus.
- Auch die ältesten, vor den Evangelien entstandenen Episteln des NT enthielten keine Belege für einen kurz vorher lebenden Jesus.
- Auch den Evangelien sei nur ein mythisches Christusbild vom menschwerdenden, sterbenden und wiederauferstehenden Erlösergott zu entnehmen.
- Zu diesem Mythos gebe es Parallelen in vielen altorientalischen Mythen, etwa in den Kulten des Baal, Osiris, Attis, Adonis und Dumuzi. Alle diese Kulte der hellenistischen und römischen Epoche hätten das Urchristentum beeinflusst. Christliche Apologeten hätten später versucht, diese Parallelen zu verkleinern.[88]

Bei konsequenter Quellenkritik ließen sich also keinerlei verlässliche historische Angaben zu Jesus in antiken Quellen auffinden. Somit bleibe nur ein Agnostizismus zur Historizitätsfrage übrig. Ein historischer Jesus sei nicht ganz auszuschließen, aber nur eine vage Möglichkeit. Damit sei die Frage beliebig geworden und durch keine Forschermehrheit zu entscheiden.
Price folgt auch der Unechtheitsthese der Holländischen Radikalkritik zu den Paulusbriefen.

### Richard Carrier
Richard Carrier, Philosoph und Historiker, folgte in seinem Blog 2003 Dohertys These, das Urchristentum sei als mystische Offenbarungsreligion entstanden und die erzählerischen Darstellungen Jesu seien eine nachträgliche Historisierung. Doherty erkläre die vorhandenen Quellen besser als die meisten „Historizisten“, auch wenn sich Jesu Existenz nicht gänzlich ausschließen lasse.
Gegenüber Kersey Graves, der 1875 „16 gekreuzigte Retter“ der Antike behauptet hatte, betonte Carrier: Zwar enthielten viele Mythen antiker Götter eine Art Auferstehungsthema, aber keine mit Jesus vergleichbare Passionsgeschichte. Nur von Inanna (Ishtar) sei schon 1500 vor Christus eine Kreuzigung überliefert worden. Zalmoxis habe sich laut Herodot selbst „beerdigt“, versteckt gehalten und sei nach drei Jahren wieder erschienen. Deshalb hätten seine Anhänger ihn zu Lebzeiten vergöttlicht. Auch im Hinblick auf Osiris verteidigte Carrier die These von analog zu Jesus sterbenden und auferstandenen Gottheiten der Antike.
2012 (Proving History) verwarf Carrier die historisch-kritischen Methoden der Urchristentumsforschung als mangelhaft und schlug vor, sie durch eine Wahrscheinlichkeitsrechnung nach dem Satz von Bayes zu ersetzen. Damit wird die statistische Wahrscheinlichkeit künftiger Ereignisse berechnet, die von vorgegebenen Hypothesen abgeleitet werden können. Ob und wie subjektive Faktoren beim Aufstellen der Ausgangshypothesen auszuschließen und diese selbst berechenbar sind, ist stark umstritten und wird meist verneint. Mit der Formel hatten christliche Autoren wie William Lane Craig die Auferstehung Jesu glaubhaft zu machen versucht und waren dafür auch von anderen Neutestamentlern kritisiert worden. Verschiedene Rezensenten verwarfen Carriers Anwendung der Formel auf die Frage der Historizität Jesu als mathematisch fehlerhaft und als durchschaubaren Versuch, die eigene subjektive Meinung objektiv unangreifbar erscheinen zu lassen.
In seinem Buch On the Historicity of Jesus (2014) wandte Carrier Bayes’ Formel auf die urchristlichen Quellen an. Als Ergebnis behauptete er, Jesus habe mit weit überwiegender Wahrscheinlichkeit nicht existiert. Laut Raphael Lataster und Jim Walker hat Carrier überzeugend ältere Jesus-Mythos-Thesen überholt und „Historizisten“ die Aufgabe gestellt, seine Berechnungen zu widerlegen.
Laut David Marshall ist das Werk voller faktischer Fehler und daraus resultierenden falschen Berechnungen. So habe Carrier 1 Kor 13,2  fehlgedeutet: Diese Stelle widerspreche diametral seiner These, die Botschaft des Paulus ähnele der einer Mysterienreligion, weil sie den angeblichen Vorrang einer Elite mit Geheimwissen in der christlichen Gemeinschaft ausschließe.

### Neuer Atheismus
Einige Vertreter des Neuen Atheismus halten die Nichtexistenz Jesu für wissenschaftlich diskutabel. Richard Dawkins etwa sieht die Evangelien wie George A. Wells als einen bloßen Aufguss der jüdischen Bibel. Vermutlich habe Jesus gelebt; jedoch könne das trotz der Mehrheitsmeinung ernsthaft bezweifelt werden. Christopher Hitchens fand anders als für Mohammed wenig oder keine Belege für Jesu Leben. Er befürwortete die neuere Diskussion um die Nichtexistenzthese und griff die Argumente dafür auf, um so auch dem Koran und dessen Darstellung Jesu als Wundertäter und Prophet die Glaubwürdigkeit zu entziehen. Der ehemalige Priester Dan Barker trat 1992 als Atheist hervor und vertritt seit 2009 die Nichtexistenzthese, ebenso die Freedom From Religion Foundation.
Weil auch die radikalen historisch-kritischen Neutestamentler des Jesus-Seminars die Nichtexistenzthese nicht erwogen, gründete R. Joseph Hoffmann 2007 das Jesus Project beim Committee for the Scientific Examination of Religion (CSER), einer Unterabteilung des Center for Inquiry in Amherst (New York). Zu den rund 20 Mitgliedern gehörten einige Christentumsforscher (Bruce D. Chilton, James G. Crossley, Robert Eisenman, James McGrath, James M. Robinson, Dennis MacDonald, Gerd Lüdemann) und einige Vertreter der Nichtexistenzthese (Richard Carrier, Arthur Droge, Robert M. Price, Thomas L. Thompson, Frank Zindler, Hoffmann selbst). US-Medien nahmen das Projekt als Versuch wahr, Jesu Nichtexistenz wissenschaftlich zu untermauern und eine akademische Diskussion darüber voranzutreiben. Nach wenigen Treffen, bei denen man sich nicht über Ziele und Methoden einigen konnte, und Finanzierungsproblemen stellte Hoffmann das Projekt 2009 wieder ein. Die meisten Aufsätze einer Sammelausgabe des Projekts vertreten die Nichtexistenzthese.

### Umfragen
Laut einer Umfrage der privaten christlichen Baylor University von 2005 glaubten hochgerechnet ein Prozent aller US-Amerikaner, Jesus sei eine fiktive Figur. Unter denen, die sich als religiös ungebunden bezeichneten, waren es 13,7 Prozent. In Großbritannien im Februar 2008 glaubten 13 Prozent von 1107 befragten erwachsenen Bürgern, darunter 40 Prozent jener, die sich als Atheisten bezeichneten, Jesus habe „nie existiert“. Nach einer im April 2009 veröffentlichten Umfrage glaubten zehn Prozent von 2500 befragten Australiern, Jesus habe nicht existiert.

## Hauptargumente der Debatte

### Außerchristliche antike Erwähnungen Jesu
Dass die meisten nichtchristlichen Autoren des 1. und frühen 2. Jahrhunderts Jesus nicht, einige nur beiläufig erwähnten, belegt für die Vertreter dieser These Jesu Nichtexistenz. Schon Volney und Dupuis verwarfen die Jesusnotizen des jüdischen Historikers Josephus und die des römischen Historikers Tacitus. Auch ihre Nachfolger halten die antiken Jesusnotizen allesamt für unzuverlässig, gefälscht oder von christlicher Überlieferung abhängig.
Die Forschung stuft dagegen mindestens die Jakobusnotiz des Josephus (um 90) und die Tacitusnotiz (um 116) als glaubwürdig ein, da beide Autoren auch sonst relativ zuverlässig waren, das Christentum ablehnten und keine christliche Interpolation erkennbar ist. Auch  das Testimonium Flavianum enthält nach ihrem Urteil einen historischen Kern. Für Gerd Theißen und Annette Merz spricht die Nichterwähnung Jesu nicht gegen seine Existenz, da etwa Philon Pontius Pilatus, Josephus Johannes den Täufer und Jesu Bruder Jakobus erwähnte. Dass Josephus, Tacitus und Mara Bar Serapion unabhängig voneinander Jesu Hinrichtung erwähnten und seine Existenz fraglos voraussetzten, könne nicht rein zufällig oder erfunden sein.

### Paulusbriefe
Die als echt anerkannten Paulusbriefe, die ältesten schriftlichen urchristlichen Quellen, zitieren oder paraphrasieren einige Jesusworte. In ihnen fehlen jedoch Johannes der Täufer, die Namen von elf der zwölf Apostel, Kajaphas, Pilatus, Lehrreden, Wunder Jesu und Gleichnisse Jesu, Betlehem, Nazareth, Kafarnaum und die meisten Passionsgeschichten. Ob Paulus synoptische Jesusüberlieferung kannte und ob diese damals schon existierte, erscheint daher fraglich. Herkunft, Umfang und Echtheit der von ihm überlieferten Jesustradition sind umstritten. Vertreter der Jesus-Mythos-These bestreiten jegliches Wissen des Paulus vom historischen Jesus. Seine Briefe hätten mehr von Jesu Leben darstellen müssen, wenn er existiert hätte. Jesusworte darin stammten nicht aus historischer Erinnerung oder seien nicht auf historische Vorgänge bezogen. Die synoptische Jesustradition sei insgesamt erst Jahrzehnte danach entstanden.
Neutestamentler verwerfen diese Sicht weithin als sachfremd. Denn die Gemeindebriefe wandten sich an getaufte Christen, denen schon Grundwissen über Jesus vermittelt worden war, und bezogen sich auf jeweils konkrete, aktuelle Situationen ihrer Adressaten. Daher verfehle die Erwartung, sie müssten Nachrichten aus Jesu Leben enthalten und Evangelienstoffe bestätigen, ihre besonderen Absichten und Zwecke. Dass Paulus den auferstandenen Jesus Christus ins Zentrum seiner Botschaft rückte, entsprach seinem Selbstverständnis, der Auferstandene habe ihn, den früheren Christenverfolger, mit einer eigenen Erscheinung zum Völkerapostel berufen (Gal 1,1.11ff ; Damaskuserlebnis). Er musste sein Apostolat gegenüber jenen Aposteln verteidigen, die ursprünglich auch von nichtjüdischen Christen die Einhaltung der ganzen Tora verlangten und sich dazu auf den vorösterlichen Jesus beriefen (Mt 5,17 ). Indem Paulus betonte, Gott allein habe den von Menschen gekreuzigten Jesus auferweckt, wahrte er den jüdischen Monotheismus. Demgemäß sagte er auch, er kenne Jesus „nach dem Fleisch“, den er gekannt habe, jetzt so nicht mehr (2 Kor 5,16 ).
Gleichwohl gab Paulus Informationen über Jesus aus dem Kreis der ersten Nachfolger weiter, die als authentisch gelten:
- Röm 1,3f EU: Jesus war ein Jude, der von König David abstammte.
- Gal 4,4 EU: Er war ein wirklicher Mensch, geboren von einer Frau.
- 1 Kor 9,5 EU: Er hatte mehrere leibliche Brüder. Paulus erwähnte hier auch ihre Ehefrauen, die er als Schwestern im Glauben bezeichnete, und unterschied sie und Kephas von den Aposteln im selben Satz, so dass „Brüder“ hier nicht „Mitchristen“ bedeuten kann. – Jesu Brüder werden in Mk 3,31ff.; Joh 2,12; 7,3.5.10; Apg 1,14 bestätigt und in Mk 6,3 namentlich genannt.
- Gal 1,19 EU: Einer dieser leiblichen Brüder hieß Jakobus. Nur er, nicht der mitgenannte Petrus, heißt hier „Bruder des Herrn“. Er erscheint an anderen Stellen als Autorität der Urgemeinde (Gal 2,9.12 EU; 1 Kor 15,7 EU). – Jesu Bruder Jakobus und seine Führungsrolle in der Jerusalemer Urgemeinde werden von Josephus und Apg 12,17; 15,13; 21,18 bestätigt.
- 1 Kor 7,10 EU: Jesus verbot die Ehescheidung (Mk 10,9–12 EU); daraus folgerte Paulus auf Anfrage aus einer seiner Gemeinden ein Versöhnungsgebot für Geschiedene.
- 1 Kor 9,14 EU: Jesus befahl, dass seine Nachfolger nur von ihrer Botschaft leben sollten (Mk 6,8 EU; Mt 10,8–11 EU: Jesus forderte Verzicht auf Geld, Beruf und Sesshaftigkeit von ihnen).
- Röm 12,14.17 EU: Jesus gebot Feindesliebe (Mt 5,44f EU). Diese entsprach für Paulus dem biblischen Gebot (Spr 25,21), Feinde der gerechten Juden durch zuvorkommende Wohltaten an ihnen zu beschämen.
- Röm 14,13 EU: Wie Jesus (Mk 7,1 EU) mahnt Paulus seine christlichen Adressaten, einander nicht zu richten.
- 1 Kor 11,23–25 EU: Jesus wurde nachts vor seinem Tod verraten und feierte mit seinen Jüngern ein letztes Mahl, bei dem er ihnen seinen bevorstehenden Tod deutete.
- 1 Kor 8,1ff EU.; Phil 2,6–8 EU: Jesus wurde wie ein Sklave mit der römischen Kreuzesstrafe hingerichtet. Er nahm diesen Tod als Sklavendienst des Menschensohns bewusst auf sich (Mk 10,45 EU).
- 1 Thess 2,15 EU; 1 Kor 2,8 EU: Jesus wurde im Zusammenwirken von Juden und „Herrschern dieser Welt“ hingerichtet.
- 1 Kor 15,3–4 EU: Er wurde begraben.

Für Gerd Theißen und Annette Merz schließen diese Informationen aus, dass Jesus eine erfundene Figur ist, selbst wenn nichts anderes von ihm überliefert worden wäre. Zudem bestätigen verschiedene, unabhängig voneinander entstandene Textgattungen des NT und außerchristliche Quellen einige dieser Informationen.
Obwohl Paulus keine Heilwunder Jesu überlieferte, hat er wahrscheinlich davon gehört. Denn er kannte die Gabe der Heilung (1 Kor 12,9 ), bat Jesus Christus mehrmals für sich darum (2 Kor 12,8 ) und betonte, er selbst habe als Apostel Wunder bewirkt (2 Kor 12,12 ). Eventuell erwähnte er keine Jesuswunder, weil er zentral den Verzicht des Sohnes Gottes auf seine göttliche Macht zugunsten des Kreuzestodes verkündigte (Phil 2,6–8 ). Auch das Thomasevangelium enthält keine, das Johannesevangelium enthält nur wenige Wundertexte, darunter keine der laut Markus für Jesus typischen Exorzismen. Das Markusevangelium umgibt seine Wundertexte mit einem Schweigebefehl Jesu. Diese Zurückhaltung wird aus den je besonderen theologisch-missionarischen Zwecken dieser Quellen erklärt. Das spricht laut Gerd Theißen und Annette Merz eher dafür als dagegen, dass Jesus selbst die ältesten Wunderberichte durch sein Handeln veranlasste.

### Evangelien
Vertreter der Nichtexistenzthese berufen sich auf seit langem anerkannte Ergebnisse der NT-Forschung: Die Evangelien entstanden 40 bis 100 Jahre nach den erzählten Ereignissen, teils außerhalb Palästinas, und wurden auf Griechisch abgefasst. Ihre Autoren gehörten nicht zur Generation der ersten Jesusnachfolger. Sie enthalten kaum präzise biografische Angaben und widersprechen sich bei wichtigen Daten wie Jerusalembesuchen und Todestag Jesu. Sie sind durchgehend von Osterglauben, Gemeindesituation und Verkündigungsinteresse geprägt. Oft sollen erzählte Ereignisse biblische Verheißungen erfüllen, so dass der „Schriftbeweis“ sie erzeugt haben kann. Eigenaussagen Jesu darin lassen sich kaum eindeutig von Gemeindebildung unterscheiden.
Jedoch lässt sich mit diesen Quelleneigenschaften nicht Jesu Nichtexistenz begründen. Die besonderen Daten bei Johannes sind auf dessen Autorenkreis begrenzte, theologisch erklärbare Abweichungen von älterer synoptischer Tradition. Diese hat mehrere Quellen mit starken Übereinstimmungen (Mk, Logienquelle, außerkanonisches Thomasevangelium, Agrapha). Auch im jeweiligen Sondergut der Evangelien kann historische Erinnerung stecken.
Die Gattung der Evangelien beinhaltet den Anspruch, das Leben einer historischen Person darzustellen. Verkündigungsabsicht und historische Erinnerung stehen nicht gegeneinander. Sie dienen dazu, Jesu Worte und Taten im Gedächtnis zu behalten: Nach Apg 11,16  „erinnerte“ sich Petrus an ein Wort Jesu. Nach Justin dem Märtyrer wurden „Erinnerungen der Apostel“ im christlichen Gottesdienst verlesen. Laut Papias von Hierapolis schrieb Mk Jesu Worte und Taten auf, „wie er sie erinnerte“. Sie unterscheiden Jesu Zeit von ihrer Zeit, etwa Jesu Auftrag zur Israelmission (Mt 10,5f. ) vom Auftrag des Auferstandenen zur Völkermission (Mt 28,19f. ). Sie berichten von unbestreitbar historischen Personen wie Johannes dem Täufer, Herodes, Kajaphas, Pilatus, mit denen Jesus zu tun hatte. Das erlaubt Rückschlüsse auf die Zuverlässigkeit anderer Angaben zu Jesus.
Einige Stoffe der Synoptiker sind nur aus Zeitumständen erklärbar, die 40 bis 50 Jahre vor ihrer Endfassung lagen:
- Mt 6,25–31 par. EU, Mt 10 par. und andere Texte der Logienquelle spiegeln die Lebenssituation besitzloser Wanderbettler. Die Evangelisten milderten die darin überlieferten radikalen Forderungen Jesu für Christen sesshafter Ortsgemeinden ab. So hebt Lk 22,35f. EU die strengen Regeln der Aussendungsrede (Lk 10 EU) auf.
- Nachfolger Jesu wie der Zöllner Levi müssen schon für ihren Beruf auch Griechisch gesprochen haben. Zweisprachigkeit war im Raum Syriens üblich.
- Das Pharisäerbild der Logienquelle (Mt 23 EU; Lk 11,37-39 EU) passt zu bekannten Praktiken der Pharisäer vor der Tempelzerstörung (70 n. Chr.), nicht danach.
- Mk 13 EU (die synoptische Apokalypse) muss vor der Caligula-Krise im Jahr 39 n. Chr. entstanden sein.
- Mk 14,47.51 EU nennt Widerstand leistende und der Festnahme entgangene Jünger Jesu anders als im Kontext nicht namentlich, wohl weil sie in der Urgemeinde ohnehin noch bekannt waren und vor römischer Verfolgung geschützt werden sollten. Der älteste Passionsbericht entstand daher im Kern wahrscheinlich noch in der Amtszeit des Pilatus (bis 36 n. Chr.).

Unbestritten ist, dass Urchristen mythische Motive aus ihrer Umwelt übernahmen und Jesus zuschrieben, um seine göttliche Herkunft und Macht auszusagen. Jedoch betreffen diese Analogien vor allem spätere legendarische Texte, die die sonstige Erzählüberlieferung erweitern und einrahmen: etwa Geburtslegenden, verdoppelte, vermehrte und motivisch gesteigerte Heilwunder. Diese wurden immer mehr einer allgemeinen volkstümlichen Wunderüberlieferung angeglichen. Die ältesten Texte deuten Jesu Heilwunder dagegen als Zeichen für das einbrechende Reich Gottes und verbinden sie mit dem Ruf in die Nachfolge Jesu: Diese Merkmale unterschieden sein Auftreten von anderen damaligen Wundertätern. Der Prozess, Jesus ähnliche Wunder zuzuschreiben, wurde demnach durch sein eigenes Handeln angestoßen. Seine Heiltaten sind sowohl in Einzelerzählungen wie Summarien wie Vorwürfen jüdischer Gegner (Mk 3,22f.) bezeugt, die nicht nachösterlich erklärbar sind. Josephus und Mara bar Serapion bestätigen, dass auch Nichtchristen von Heiltaten Jesu gehört hatten und diese nicht bezweifelten.
Der Schriftbeweis in den Passionsgeschichten soll realen Vorgängen einen theologischen Sinn geben. So wurde die gewaltsame Tempelreinigung, die Jüngerflucht (Mk 14,27f. ) und Kreuzigung Jesu zwischen „Räubern“ (Zeloten) kaum wegen dazu genannter Bibelzitate erfunden, sondern diese halfen den Urchristen, diese für sie unangenehmen Ereignisse einzuordnen. Umgekehrt fehlen Bibelzitate, die sich bestens zur Deutung realer Vorgänge geeignet hätten: so Ps 22,17  für das Annageln Jesu ans Kreuz (Lk 24,39f. ), das der archäologische Fund eines genagelten Skeletts wahrscheinlich gemacht hat.
Das früher übliche doppelte Differenzkriterium (echt seien nur jene Jesusworte, die sich von Judentum und Urchristentum unterscheiden) setzte ahistorisch eine Einzigartigkeit Jesu voraus und wurde zu Recht durch das Kriterium der Kontextplausibilität ersetzt. Jesus kann keine fiktive Figur sein, da viele Erzählungen von ihm nur im damaligen jüdischen Kontext vorstellbar sind. Formale Merkmale machen bestimmte Redegattungen als für Jesus typisch wahrscheinlich, darunter Gleichnisse, Seligpreisungen und andere.

### Mythische Analogien
Vertreter der Jesus-Mythos-These deuten das urchristliche „Heilsdrama“ von Menschwerdung, Kreuzigung und Auferstehung Jesu als angeblich verbreitetes Muster älterer paganer Mythen, das Urchristen aus hellenistischen Mysterienkulten übernommen hätten. Religionswissenschaftler widerlegten das angebliche Muster im Detail:
- Hellenistische Mysterienkulte kannten keine sterbenden und wiedererstehenden Göttersöhne.
- Sterbende Vegetationsgötter wie Adonis, Attis und Osiris waren keine Göttersöhne; einige waren auch keine Mysteriengottheiten.
- Ihr Tod wurde nie als Heil dargestellt.
- Als Ziel ihrer Sendung in Menschengestalt wurde nie Leben für andere dargestellt.
- Teilnehmer ihrer Kulte wurden nicht zu Kindern ihres Gottes.
- Als Halbgötter oder Göttersöhne dargestellte Menschen wurden nicht als leiblich auferstanden, sondern allenfalls als mit Unsterblichkeit beschenkte vorzeitliche Helden betrachtet (Apotheose), und zwar oft für ganz andere Taten als die, die von Jesus überliefert sind.
- Im 1. Jahrhundert im Umfeld Palästinas sind keine Mysterienkulte belegt. Sie verbreiteten sich dort erst ab dem 2. Jahrhundert, als das Christentum schon als eigene Religion bestand. Sie wurden daher von Theologen der Alten Kirche als Konkurrenz wahrgenommen und ausgegrenzt.
- Auch ein vorchristlicher gnostischer Erlösermythos ist unbelegt. Dafür angeführte Texte stammen aus dem 3. Jahrhundert und reagierten auf die urchristliche Botschaft.
- Ähnliche urchristliche Sprachmotive (etwa „Erlösung“) sind nicht von Mysterienkulten beeinflusst, sondern stammen aus jüdisch-apokalyptischer Tradition.[116]
- Paulus war ein rabbinisch geschulter Pharisäer, der vor seiner Bekehrung für die strenge Einhaltung der Tora eintrat (Gal 1,14 EU) und sich auch danach stets zum Judentum bekannte (2 Kor 11,22 EU; Röm 9,4; 11,1; Phil 3,5).[117] Das damalige Judentum grenzte sich von paganen Kulten strikt ab; darum kam es 66–70 zum Jüdischen Krieg. Dass Paulus und andere frühe Christen sich von hellenistischen Mysterienkulten beeinflussen ließen, ist daher sehr unwahrscheinlich.[118]

Das angebliche Kultmuster sterbender und auferstehender Götter wurde seit den 1930er Jahren oft angegriffen, weil in jedem angeführten Beispiel mindestens ein, meist mehrere Aspekte (Tod, Auferstehung, Gottheit, Heil, Teilhabe der Anhänger) fehlten. Es gilt in der Religionswissenschaft heute daher als von christlichen Vorstellungen gelenkte, überholte Kategorie.
Zentrales Argument für Jesu Historizität ist seine Kreuzigung: Deren Verarbeitung und Deutung machte den Urchristen im NT erkennbar erhebliche Mühe, weil diese Hinrichtungsart für Juden Ausschluss aus Gottes Volk, für Nichtjuden äußerste Demütigung bedeutete (1 Kor 1,18). Paulus war bewusst, dass Nichtjuden die Verkündigung eines gekreuzigten Juden als Absurdität und Angriff auf ihre religiösen, ästhetischen und politischen Ideale verstehen mussten. Das bestätigen zeitgenössische Reaktionen gebildeter Griechen und Römer auf das Christentum. Der skeptische Neutestamentler John Dominic Crossan, der den Auferstehungsglauben der Urchristen ablehnt, betonte: Jesu Kreuzigung sei so sicher, wie irgendetwas Historisches je sein könne.

### Historisierung eines Mythos
Vertreter der Jesus-Mythos-These gehen davon aus, dass die Urchristen einen Mythos eines präexistenten Gottes vorfanden, übernahmen, erweiterten und nachträglich historisierten. Sie halten das für plausibler als die gängige Erklärung der Jesusforschung: Ein jüdischer Mensch aus Galiläa sei nach seinem Tod von seinen Anhängern als Sohn Gottes verkündigt, deshalb sei die Jesusüberlieferung mit Mythen und Legenden erweitert worden.
Robert E. Van Voorst zufolge hat bisher kein Vertreter der Jesus-Mythos-These die Entstehung des Christentums und angebliche Fabrikation eines historischen Jesus plausibel erklärt. Die These beruhe auf einem vagen Verständnis antiker Mythologie als Synkretismus, für die es kaum unabhängige, spezifische, unterstützende Belege gebe. Sie sei oft nicht aus objektiven Forschungsgründen, sondern aus fachfremden, tendenziösen antireligiösen Absichten aufgestellt worden, um jeder Form des Christentums mit dem historischen Jesus seine Basis zu entziehen. Daher habe sich die These in der Forschung nicht durchgesetzt. Sie werde dort nicht mehr erwogen und sei „effektiv tot“.
Der agnostische Historiker Bart Ehrman lässt einige Argumente der (von ihm so genannten) Mythizisten als relativ plausibel gelten: Es fehlten direkte archäaologische Beweise und eigenständige römische Quellen für Jesus; die Evangelienautoren hätten Jesus nie gesehen; ihre Jesusbilder seien teilweise ahistorisch. Doch dagegen stehe das authentische Zeugnis des Paulus, der Jesu leiblichen Bruder Jakobus und Petrus bald nach Jesu Tod traf und davon berichtete. Vor allem hätten die Judenchristen für einen Missionserfolg unter Mitjuden einen mächtigen Messias, keinen machtlosen, gedemütigten, gefolterten und von den Feinden der Juden gekreuzigten Messias erfunden. Anders als die Internetdebatte nahelege, gehe praktisch jeder Experte weltweit daher zu Recht davon aus, dass Jesus von Nazaret eine historische Person war.
Standardwerke der NT-Forschung und Jesus-Bücher des 21. Jahrhunderts weisen die Nichthistorizitätsthese nur knapp als unbegründet zurück oder erwähnen sie gar nicht.

## Weiterführende Informationen

### Werke von Vertretern
- Constantin François Volney:

Les Ruines Ou Méditations Sur Les Révolutions Des Empires. 1791.
Deutsche Ausgabe: Günther Mensching (Hrsg.): Constantin François Volney: Die Ruinen oder Betrachtungen über die Revolutionen der Reiche und das Natürliche Gesetz. Übersetzt von Dorothea Forkel und Georg Forster. Berlin 1792.
Nachdruck: Syndikat, Frankfurt am Main 1977, ISBN 3-8108-0033-3.
- Charles-Francois Dupuis: L’origine de tous les cultes, ou la réligion universelle. Paris 1795.
- Robert Taylor: The diegesis; being a discovery of the origin, evidences, and early history of Christianity. London 1829.
- Anonymus: The Existence of Christ Disproved by Irresistible Evidence: In a Series of Letters, from a German Jew, Addressed to Christians of all Denominations. Henry Hetherington, 1841.
- Bruno Bauer:

Kritik der Evangelien und Geschichte ihres Ursprungs. Berlin, 1850–1852.
Kritik der paulinischen Briefe. (1851); Nachdruck: Kindle Edition, 2014.
Christus und die Cäsaren. Der Ursprung des Christentums aus dem römischen Griechentum. Grosser, Berlin 1877; Nachdruck: Let Me Print, 2012, ISBN 5-87403-520-6.
- Gerald Massey:

The Birth, Life, Miracles and Character of Jesus Christ. 1874.
Paul the Gnostic Opponent of Peter and Not an Apostle of Historic Christianity. 1887; Nachdruck: Kessinger, 2010, ISBN 1-162-85272-0.
The Name and Nature of the Christ. 1888.
The Jesus Legend Traced in Egypt for Ten Thousand Years. In: Ancient Egypt Light Of The World. 1907; Nachdruck: Cosimo Classics, 2008, ISBN 1-60520-313-0.
Gnostic and Historic Christianity. (~1900); Nachdruck: Kessinger, 2010, ISBN 1-169-19845-7 (Digitalisat).
- Kersey Graves: The World’s Sixteen Crucified Saviors (or Christianity Before Christ). 1875.
- Charles Bradlaugh: Who was Jesus Christ? 1887.
- Edwin Johnson:

Antiqua Mater. A Study of Christian Origins. London 1887; deutsche Ausgabe: Frans J Fabri (Hrsg.): Edwin Johnson Antiqua Mater: Wer waren die ersten Christen? 2. Auflage. 2010, ISBN 3-8391-6314-5.
The Rise of Christendom. Kegan Paul, Trench, Trübner & Company, 1890.
- John M. Robertson:

Christianity and Mythology. London 1900; 2. Auflage 1910.
Die Evangelienmythen: Mit Vorwort des Verfassers für die deutsche Ausgabe. Eugen Diederichs, Jena 1910.
Pagan Christs: Studies in Comparative Hierology. Watts & Co, London 1903; 2. Auflage 1911.
The Historicity of Jesus. Being a Contribution to the “Christ-Myth” Controversy. Cambridge 1912.
The Historical Jesus: A Survey of Positions. Watts & Co, London 1916.
The Jesus problem; a restatement of the myth theory. 1917.
- Albert Kalthoff:

Das Christusproblem. 1902.
Die Entstehung des Christentums. Neue Beiträge zum Christusproblem. Eugen Diederichs, 1904.
Was wissen wir von Jesus? Eine Abrechnung mit Professor D. Bousset in Göttingen. Lehmann, Berlin 1904.
- Emilio Bossi: Gesù Cristo non è mai esistito. Rom 1904.
- C. Promus: Die Entstehung des Christentums: nach der modernen Forschung für weite Kreise voraussetzungslos dargestellt. Eugen Diederichs, 1905.
- Peter Jensen:

Das Gilgamesch-Epos in der Weltliteratur. Band 1. 1906
Moses, Jesus, Paulus: drei Varianten des babylonischen Gottmenschen Gilgamesch: eine Anklage und ein Appell. Neuer Frankfurter Verlag, 1910.
Hat der Jesus der Evangelien wirklich gelebt? Eine Antwort. 1910.
- William Benjamin Smith:

Der vorchristliche Jesus: Nebst weiteren Vorstudien zur Entstehungsgeschichte des Urchristentums. Eugen Diederichs, Jena 1906; 2. Auflage 1911; Nachdruck: Let Me Print, 2012, ISBN 5-87926-891-8.
The Silence of Josephus and Tacitus. Chicago 1910.
Ecce Deus. Die urchristliche Lehre des reingöttlichen Jesu. Eugen Diederichs, Jena 1911.
The Birth of the Gospel: a study of the origin and purport of the primitive allegory of the Jesus. Philosophical Library, 1957 (posthum).
- Gerardus Johannes Petrus Josephus Bolland:

De Evangelische Jozua: Eene poging tot aanwijzing van den oorsprong des Christendoms. A. H. Adriani, 1907 (Digitalisat)
Het Evangelie. 1909.
- Thomas Whittaker: The Origins of Christianity, with an Outline of Van Manen’s Analysis of the Pauline Literature. Watts & Company, 1909; 2. Auflage 1933.
- John E. Remsberg: The Christ. 1909; Nachdruck: Truth Seeker Co., New York 2000, ISBN 0-87975-924-0 (Volltext online).
- Arthur Drews:

Die Christusmythe: Die Zeugnisse für die Geschichtlichkeit Jesu: eine Antwort an die Schriftgelehrten mit besonderer Berücksichtigung der theologischen Methode. Eugen Diederichs, Jena 1909; 3. Auflage, Mainz 1928; Nachdrucke: Lenz, Neustadt 1994, ISBN 3-9802799-6-0; Let Me Print, 2012, ISBN 5-87565-361-2.
Die Christusmythe, zweiter Teil. Die Zeugnisse für die Geschichtlichkeit Jesu. Eugen Diederichs, Jena 1911.
The Witnesses to the Historicity of Jesus. Watts, London 1912. Nachdruck: BiblioBazaar, 2009, ISBN 1-110-31504-X.
Das Markus-Evangelium als Zeugnis gegen die Geschichtlichkeit Jesu. Eugen Diederichs, 1921.
Die Entstehung des Christentums aus dem Gnostizismus: Eugen Diederichs, 1924.
Die Leugnung der Geschichtlichkeit Jesu in Vergangenheit und Gegenwart. G. Braun, 1926 (Digitalisat).
- Andrzej Niemojewski: Gott Jesus: im Lichte fremder und eigener Forschungen samt Darstellung der evangelischen Astralstoffe, Astralszenen und Astralsysteme. A. & R. Huber’s Verlag, 1910.
- Friedrich Steudel: Im Kampf um die Christusmythe: Eine Auseinandersetzung insbesondere mit I. Weiss, P. W. Schmiedel, A. Harnach, Chwolson. Eugen Diederichs, Jena 1910.
- Samuel Lublinski: Der urchristliche Erdkreis und sein Mythos. Eugen Diederichs, Jena 1910:

Band 1: Die Entstehung des Christentums aus der antiken Kultur.
Band 2: Das werdende Dogma vom Leben Jesu.
- Heinrich Zimmern: Zum Streit um die „Christusmythe“: Das babylonische Material in seinen Hauptpunkten dargestellt. Reuther und Reichard, Berlin 1910.
- Christian Paul Fuhrmann: Der Astralmythos von Christus: Die Lösung der Christussage durch Astrologie. Mit 1 Sternkarte und 1 Sternskizze. Brandstetter, 1911.
- Gustaaf Adolf van den Bergh van Eysinga: Die holländische radikale Kritik des Neuen Testaments, ihre Geschichte und Bedeutung für die Erkenntnis der Entstehung des Christentums. Eugen Diederichs, Jena 1912.
- Gilbert Thomas Sadler:

Has Jesus Christ Lived on Earth? Cassell & Company, 1914.
The Gnostic Story of Jesus Christ. C. W. Daniel, 1919.
The Inner Meaning of the Four Gospels, re-interpreted in the Light of Modern Research and in Relation to Spirituel and Social Needs. 1920.
Behind the New Testament. 1921.
- Harriette Augusta Curtiss: The Key of Destiny. 1919; Nachdruck: SOS Free Stock, 1975, ISBN 0-7873-0234-1.
- E. Moutier-Rousset:

Le Christ a-t-il existé? Société Mutuelle d’Édition, 1922.
Le mystère de Jesus. 1924.
La légende de Jésus – Saint Paul: essai de critique historique. Idée libre, 1930.
- Robert Stahl:

Le Document 70. libr. Istra, Paris 1923.
Les Mandéens Et Les Origines Chrétiennes. Paris 1930.
- Paul-Louis Couchoud:

The Enigma of Jesus. 1924.
The Creation of Christ: An Outline of the Beginnings of Christianity. Watts, London 1939.
The Historicity of Jesus: A Reply to Alfred Loisy. In: Hibbert Journal. 37, 1938–1939, S. 193–214, S. 815.
- Georg Morris Cohen Brandes:

Sagmet om Jesus. 1925.
deutsch: Die Jesussage. Übersetzt von Erwin Magnus. E. Reiss, 1925.
englisch: Jesus a Myth. New York 1926.
- Louis Gordon Rylands:

Did Jesus Ever Live? Watts, London 1936.
The Beginnings of Gnostic Christianity. Watts, London 1940.
- Edouard Dujardin: Ancient History of the God Jesus. Watts, London 1938.
- Alvin Boyd Kuhn: Who is this King of Glory? A Critical Study of the Christos-Messiah Tradition. 1944; Nachdruck: CreateSpace, 2011, ISBN 1-4611-9036-3.

The Shadow of the Third Century: A Revaluation of Christianity. 1949; Nachdruck: Filiquarian Publishing, 2007, ISBN 1-59986-838-5.
A Rebirth for Christianity. 1963; Nachdruck: Quest Books, 2. Auflage 2008, ISBN 0-8356-0838-7.
- Archibald Robertson: Jesus: Myth Or History. Watts, London 1949.
- Herbert Cutner: Jesus: God, Man or Myth? An Examination of the Evidence. 1950; Nachdruck: Paul Tice (Hrsg.), Book Tree, 2000, ISBN 1-58509-072-7.
- Hermann Raschke: Das Christusmysterium: Wiedergeburt des Christentums aus dem Geiste der Gnosis. C. Schünemann, 1954.
- Guy Fau: La Fable de Jesus Christ. 1967.
- John M. Allegro: The Sacred Mushroom and the Cross: A Study of the Nature and Origins of Christianity within the Fertility Cults of the Ancient Near East. 1968; Nachdruck: Gnostic Media Research & Publishing, 2009.
- George Albert Wells:

The Jesus of the Early Christians. Pemberton, 1971, ISBN 0-301-71014-7.
Did Jesus Exist? (1975) Nachdruck: Prometheus Books, 1987, ISBN 0-87975-395-1.
The Historical Evidence for Jesus. (1982) 2. überarbeitete Auflage, Prometheus Books, 1988, ISBN 0-87975-429-X.
The Jesus Legend. (1986) Open Court, 1996, ISBN 0-8126-9334-5.
The Jesus Myth. Open Court, 1998, ISBN 0-8126-9392-2.
Cutting Jesus Down to Size: What Higher Criticism Has Achieved and Where It Leaves Christianity. Open Court, 2009, ISBN 978-0-8126-9656-1.
- Max Rieser: The true founder of Christianity and the Hellenistic philosophy. Graduate Press, 1979.
- John G. Jackson: Pagan Origins of the Christ Myth. Amer Atheist Press, 1985.
- R. Joseph Hoffmann, Gerald A. Larue: Jesus in History and Myth. Prometheus Books, 1986, ISBN 0-87975-332-3.
- Bernard Dubourg: L’invention de Jésus: La fabrication du Nouveau Testament. Gallimard, 1987, ISBN 2-07-071093-9.
- Iosif Aronovich Kryvelev: Christ – myth or reality? Religious studies in the USSR. Social Sciences Today, 1987.
- Alvar Ellegård: Myten om Jesus: den tidigaste kristendomen i nytt ljus. (1992) Albert Bonniers Förlag, 2014, ISBN 91-0-014952-7.
- Jonathan M. Roberts: Antiquity Unveiled: The Heathen Origins of Christianity. (1990) Gordon Press Publishers, 1992, ISBN 0-8490-8747-3.
- Burton L. Mack:

Who Wrote the New Testament? The Making of the Christian Myth. HarperOne, 1996.
A myth of Innocence: Mark and Christian Origins. Augsburg Fortress Publishers, 1998, ISBN 0-8006-2113-1.
The Christian Myth: Origins, Logic, and Legacy. Continuum, 2003, ISBN 0-8264-1543-1.
- Francesco Carotta:

War Jesus Caesar? 2000 Jahre Anbetung einer Kopie. Goldmann, 1999, ISBN 3-442-15051-5.
Jesus was Caesar. Aspekt Uitgeverij BV (NL), 2004, ISBN 90-5911-396-9.
- Dorothy M. Murdock (Acharya S.):

The Christ Conspiracy: The Greatest Story Ever Sold. Adventures Unlimited Press, 1999, ISBN 0-932813-74-7
Suns of God: Krishna, Buddha and Christ Unveiled. Adventures Unlimited Press, 2004.
Who Was Jesus? Fingerprints of The Christ. Stellar House Publishing, 2007, ISBN 978-0-9799631-0-0.
Christ in Egypt: The Horus-Jesus Connection. Stellar House Publishing, 2009, ISBN 978-0-9799631-1-7.
The Gospel According to Acharya S. Stellar House Publishing, 2009, ISBN 978-0-9799631-2-4.
- Earl Doherty:

Das Jesus-Puzzle: Basiert das Christentum auf einer Legende? (The Jesus-Puzzle. 1999) Angelika Lenz, 2003, ISBN 3-933037-26-3.
Jesus: Neither God Nor Man – The Case for a Mythical Jesus. Age of Reason Publications, 2009, ISBN 978-0-9689259-2-8.
- Hal Childs: The Myth of the Historical Jesus and the Evolution of Consciousness. Soc Biblical Literature, 2000, ISBN 0-88414-029-6.
- Harold Liedner: Fabrication of the Christ Myth. Survey Press, 2000, ISBN 0-9677901-0-7.
- Robert M. Price:

Deconstructing Jesus. Prometheus Books, 2000, ISBN 978-1-57392-758-1.
Incredible Shrinking Son of Man: How Reliable Is the Gospel Tradition? Prometheus Books, 2003, ISBN 978-1-59102-121-6.
The Christ-Myth Theory and Its Problems. American Atheist Press, 2011, ISBN 978-1-57884-017-5.
Jesus Is Dead. American Atheist Press, 2012, ISBN 978-1-57884-000-7.
mit Frank R. Zindler: The Case Against the Case For Christ: A New Testament Scholar Refutes the Reverend Lee Strobel. American Atheist Press, 2014.
- Timothy Freke, Peter Gandy:

The Jesus Mysteries – Was the Original Jesus a Pagan God? (2000) HarperCollins, 2003, ISBN 0-7225-3677-1.
Jesus and the Lost Goddess: The Secret Teachings of the Original Christians. Harmony, 2002, ISBN 1-4000-4594-0.
- Frank R. Zindler:

The Jesus the Jews Never Knew. American Atheists Press, 2003, ISBN 1-57884-916-0.
als Herausgeber: Bart Ehrman and the Quest of the Historical Jesus of Nazareth. American Atheist Press, 2013.
- Tom Harpur: The Pagan Christ. Allen & Unwin, 2004, ISBN 978-0-8027-1449-7.
- Jay Raskin: The Evolution of Christs and Christianities. Xlibris, 2006, ISBN 1-4134-9791-8.
- Joseph Atwill:

Das Messias-Rätsel: Die Geheimsache Jesus.  Allegria, 2008, ISBN 3-7934-2091-4.
Caesar’s Messiah: The Roman Conspiracy to Invent Jesus. NLightning WorkZ, 3. Auflage 2011.
- Dan Barker: Godless: How an Evangelical Preacher Became One of America’s Leading Atheists. Ulysses Press, 2009, ISBN 978-1-56975-148-0 (Kapitel 15: Did Jesus exist?).
- Richard Carrier:

Not the Impossible Faith. Lulu.com, 2009
Proving History: Bayes’s Theorem and the Quest for the Historical Jesus. Prometheus Books, 2012, ISBN 1-61614-559-5
On the Historicity of Jesus: Why We Might Have Reason for Doubt. Sheffield Phoenix Press Limited, 2014, ISBN 1-909697-49-4.
- David Hernandez: The Greatest Story Ever Forged: Curse of the Christ Myth. Red Lead Press, 2009, ISBN 1-4349-6299-7.
- David Fitzgerald: Nailed: Ten Christian Myths That Show Jesus Never Existed at All. Lulu.com, 2010, ISBN 0-557-70991-1[128]
- R. Joseph Hoffmann: Sources of the Jesus Tradition: Separating History from Myth. Prometheus Books, 2010, ISBN 1-61614-189-1.
- Larry Marshall: The Mythical Life of Jesus. Trafford Publishing, 2011, ISBN 1-4269-5297-X.
- Geoff Roberts: Jesus 888. The Myth behind the Man. Troubador Publishing, 2011, ISBN 1-78088-013-8.
- Thomas L. Brodie: Beyond the Quest for the Historical Jesus: Memoir of a Discovery. Sheffield Phoenix Press, 2012, ISBN 1-907534-58-X.
- Raphael Lataster: There was no Jesus, there is no God: A Scholarly Examination of the Scientific, Historical, and Philosophical Evidence & Arguments for Monotheism. CreateSpace, 2013, ISBN 1-4922-3441-9.
- John Ostrowick: Did Jesus Christ Exist? lulu.com, 2013, ISBN 1-291-43833-5.
- Thomas L. Thompson:

The Messiah Myth: The Near Eastern Roots of Jesus and David. Vintage Digital, 2013.
mit Thomas S. Verenna: ‘Is This Not the Carpenter?’: The Question of the Historicity of the Figure of Jesus. Acumen, 2013, ISBN 1-84465-729-9.
- Michael Paulkovich: No Meek Messiah: Christianity’s Lies, Laws and Legacy. Spillix, 2013, ISBN 978-0-9882161-1-2.
- Kenneth Humphreys: Jesus Never Existed: An Introduction to the Ultimate Heresy. Nine-Banded Books, 2014, ISBN 978-0-9896972-4-8.